# Perú en los Juegos Panamericanos de 2019
Perú fue uno de los países que participaron en los Juegos Panamericanos de 2019 en la ciudad de Lima, Perú. La delegación peruana estuvo compuesta por 592 deportistas que compitieron en 50 disciplinas deportivas. El abanderado en la ceremonia de apertura fue el velerista Stefano Peschiera. Perú obtuvo 41 medallas (11 de oro, 7 de plata y 23 de bronce).

## Medallistas
| Medalla           | Atleta / Equipo                             | Deporte                | Evento                     | Fecha        |
| ----------------- | ------------------------------------------- | ---------------------- | -------------------------- | ------------ |
| Medalla de oro    | Gladys Tejeda                               | Atletismo              | Maratón                    | 27 de julio  |
| Medalla de oro    | Cristhian Pacheco                           | Atletismo              | Maratón                    | 27 de julio  |
| Medalla de oro    | Diego Elías                                 | Squash                 | Individual                 | 27 de julio  |
| Medalla de oro    | Natalia Cuglievan                           | Esquí acuático         | Figuras                    | 29 de julio  |
| Medalla de oro    | Piccolo Clemente                            | Surf                   | Longboard                  | 4 de agosto  |
| Medalla de oro    | Lucca Mesinas                               | Surf                   | Open                       | 4 de agosto  |
| Medalla de oro    | Daniella Rosas                              | Surf                   | Open                       | 4 de agosto  |
| Medalla de oro    | Oliver Del Castillo Carlos Lam John Trebejo | Karate                 | Kata equipos               | 9 de agosto  |
| Medalla de oro    | Alexandra Grande                            | Karate                 | -61 kg                     | 10 de agosto |
| Medalla de oro    | Claudia Suárez                              | Pelota vasca           | Individual                 | 10 de agosto |
| Medalla de oro    | Cristopher Martínez                         | Pelota vasca           | Individual                 | 10 de agosto |
| Medalla de plata  | Marcela Castillo                            | Taekwondo              | Poomsae individual         | 28 de julio  |
| Medalla de plata  | Hugo Del Castillo                           | Taekwondo              | Poomsae individual         | 28 de julio  |
| Medalla de plata  | Kimberly García                             | Atletismo              | 20 km Marcha               | 4 de agosto  |
| Medalla de plata  | María Reyes                                 | Surf                   | Longboard                  | 4 de agosto  |
| Medalla de plata  | Tamil Martino                               | Surf                   | Surf SUP                   | 4 de agosto  |
| Medalla de plata  | Vania Torres                                | Surf                   | Surf SUP                   | 4 de agosto  |
| Medalla de plata  | Alonso Wong                                 | Judo                   | -73 kg                     | 9 de agosto  |
| Medalla de bronce | Luis Bardalez                               | Levantamiento de pesas | 67 kg                      | 27 de julio  |
| Medalla de bronce | Juan Postigos                               | Squash                 | Dobles                     | 27 de julio  |
| Medalla de bronce | Renzo Saux Ariana Vera                      | Taekwondo              | Poomsae parejas mixto      | 28 de julio  |
| Medalla de bronce | Leodan Pezo                                 | Boxeo                  | 60 kg                      | 30 de julio  |
| Medalla de bronce | José María Lucar                            | Boxeo                  | 91 kg                      | 30 de julio  |
| Medalla de bronce | Marko Carrillo                              | Tiro                   | 25 m pistola tiro rápido   | 1 de agosto  |
| Medalla de bronce | Itzel Delgado                               | Surf                   | Carrera SUP                | 2 de agosto  |
| Medalla de bronce | Sergio Galdós Juan Pablo Varillas           | Tenis                  | Dobles                     | 3 de agosto  |
| Medalla de bronce | Anastasia Iamachkine Sergio Galdós          | Tenis                  | Dobles mixto               | 3 de agosto  |
| Medalla de bronce | Nicolás Pacheco                             | Tiro                   | Skeet                      | 3 de agosto  |
| Medalla de bronce | Thalía Mallqui                              | Lucha                  | 50 kg libre                | 8 de agosto  |
| Medalla de bronce | Mariano Wong                                | Karate                 | Kata individual            | 9 de agosto  |
| Medalla de bronce | Ingrid Aranda                               | Karate                 | Kata individual            | 9 de agosto  |
| Medalla de bronce | Andrea Almarza Sol Romaní Saida Salcedo     | Karate                 | Kata equipos               | 9 de agosto  |
| Medalla de bronce | Nathaly Paredes Mía Rodríguez               | Pelota vasca           | Dobles                     | 9 de agosto  |
| Medalla de bronce | María Bazo                                  | Vela                   | Tabla a vela               | 9 de agosto  |
| Medalla de bronce | Mario Bazán                                 | Atletismo              | 3000 metros con obstáculos | 10 de agosto |
| Medalla de bronce | Yuta Galarreta                              | Judo                   | -90 kg                     | 10 de agosto |
| Medalla de bronce | Renzo Sanguineti                            | Vela                   | Bote abierto               | 10 de agosto |
| Medalla de bronce | Yuliana Bolívar                             | Judo                   | +78 kg                     | 11 de agosto |
| Medalla de bronce | Isabel Aco                                  | Karate                 | +68 kg                     | 11 de agosto |

## Atletas
La delegación peruana tuvo el derecho a participar en todas las disciplinas deportivas por ser el país anfitrión. El único deporte en que el país no tuvo presencia fue en el baloncesto debido a irregularidades, problemas internos y por estar sancionado por la Federación Internacional de Baloncesto.
| Disciplina                   | Deportistas |
| Atletismo                    | 40          |
| Bádminton                    | 8           |
| Balonmano                    | 28          |
| Béisbol                      | 24          |
| Bolos                        | 4           |
| Boxeo                        | 11          |
| Canotaje en aguas tranquilas | 7           |
| Canotaje en eslalon          | 2           |
| Ciclismo                     | 23          |
| Clavados                     | 5           |
| Equitación                   | 12          |
| Esgrima                      | 18          |
| Esquí acuático               | 5           |
| Fisicoculturismo             | 2           |
| Fútbol                       | 36          |
| Gimnasia                     | 18          |
| Golf                         | 4           |
| Hockey sobre césped          | 32          |
| Judo                         | 14          |
| Karate                       | 18          |
| Levantamiento de pesas       | 12          |
| Lucha                        | 18          |
| Nado sincronizado            | 9           |
| Natación                     | 30          |
| Natación en aguas abiertas   | 2           |
| Patinaje artístico           | 2           |
| Patinaje de velocidad        | 3           |
| Pelota vasca                 | 14          |
| Pentatlón moderno            | 4           |
| Raquetbol                    | 3           |
| Remo                         | 9           |
| Rugby 7                      | 12          |
| Sóftbol                      | 30          |
| Squash                       | 6           |
| Surf                         | 10          |
| Taekwondo                    | 13          |
| Tenis                        | 6           |
| Tenis de mesa                | 6           |
| Tiro con arco                | 5           |
| Tiro deportivo               | 18          |
| Triatlón                     | 4           |
| Vela                         | 17          |
| Voleibol                     | 28          |
| Voleibol de playa            | 4           |
| Waterpolo                    | 22          |
| Total                        | 592         |

## Deportes

### Atletismo
Femenino
Eventos de campo
| Atleta          | Evento                  | Final     | Final    |
| Atleta          | Evento                  | Distancia | Posición |
| --------------- | ----------------------- | --------- | -------- |
| Ximena Zorrilla | Lanzamiento de martillo | 59.37     | 12       |
| Nicole Hein     | Salto con garrocha      | 3.95      | 9        |
| CandyToche      | Salto de altura         | 1.79      | 6        |
| Paola Mautino   | Salto de longitud       | 6.30      | 9        |
| Silvana Segura  | Salto triple            | 13.27     | 11       |

Eventos de pista y ruta
| Atleta                                                                                 | Evento                     | Eliminatoria | Eliminatoria | Final        | Final            |
| Atleta                                                                                 | Evento                     | Tiempo       | Posición     | Tiempo       | Posición         |
| -------------------------------------------------------------------------------------- | -------------------------- | ------------ | ------------ | ------------ | ---------------- |
| Triana Alonso                                                                          | 100 metros                 | 12.38        | 8            | No clasificó | No clasificó     |
| Diana Bazalar                                                                          | 100 metros vallas          | 13.25        | 5            | No clasificó | No clasificó     |
| Maitte Torres                                                                          | 400 metros                 | 54.66        | 9            | No clasificó | No clasificó     |
| Kimberly Cardoza                                                                       | 400 metros vallas          | 58.04        | 6            | No clasificó | No clasificó     |
| Rina Cjuro                                                                             | 3000 metros con obstáculos | ——————       | ——————       | 10:08.12     | 7                |
| Margarita Núñez                                                                        | 3000 metros con obstáculos | ——————       | ——————       | 10:55.77     | 11               |
| Luz Rojas                                                                              | 5000 metros                | ——————       | ——————       | 15:46.52     | 7                |
| Saida Meneses                                                                          | 5000 metros                | ——————       | ——————       | 15:46.91     | 8                |
| Lizaida Valdivia                                                                       | 10000 metros               | ——————       | ——————       | 33:14.12     | 7                |
| Gladys Machacuay                                                                       | 10000 metros               | ——————       | ——————       | 34:48.69     | 12               |
| Mary Andía                                                                             | 20 kilómetros Marcha       | ——————       | ——————       | 1:37:03      | 11               |
| Kimberly García                                                                        | 20 kilómetros Marcha       | ——————       | ——————       | 1:29:00      | Medalla de plata |
| Yoci Caballero                                                                         | 50 kilómetros Marcha       | ——————       | ——————       | 4:31:33      | 7                |
| Evelyn Inga                                                                            | 50 kilómetros Marcha       | ——————       | ——————       | 4:36:36      | 8                |
| Gladys Tejeda                                                                          | Maratón                    | ——————       | ——————       | 2:30:55      | Medalla de oro   |
| Triana Alonso Diana Bazalar Kimberly Cardoza Giara Garate Paola Mautino Maitte Torres  | 4x100 metros relevos       | ——————       | ——————       | DNF          | DNF              |
| Triana Alonso Diana Bazalar Kimberly Cardoza Gimena Copara Paola Mautino Maitte Torres | 4x400 metros relevos       | ——————       | ——————       | 3:45.54      | 9                |

Masculino
Eventos de campo
| Atleta        | Evento            | Final     | Final    |
| Atleta        | Evento            | Distancia | Posición |
| ------------- | ----------------- | --------- | -------- |
| Arturo Chávez | Salto de altura   | 2.15      | 9        |
| José Mandros  | Salto de longitud | 7.56      | 9        |

Eventos de pista y ruta
| Atleta                                                                                    | Evento                     | Eliminatoria | Eliminatoria | Final        | Final             |
| Atleta                                                                                    | Evento                     | Tiempo       | Posición     | Tiempo       | Posición          |
| ----------------------------------------------------------------------------------------- | -------------------------- | ------------ | ------------ | ------------ | ----------------- |
| Andy Martínez                                                                             | 100 metros                 | 10.81        | 8            | No clasificó | No clasificó      |
| Javier McFarlane                                                                          | 110 metros vallas          | 14.20        | 7            | No clasificó | No clasificó      |
| Mauricio Garrido                                                                          | 200 metros                 | DQ           | DQ           | No clasificó | No clasificó      |
| Paulo Herrera                                                                             | 400 metros vallas          | 54.09        | 7            | No clasificó | No clasificó      |
| Marco Vilva                                                                               | 800 metros                 | 1:49.49      | 3            | 1:47.65      | 5                 |
| Mario Bazán                                                                               | 3000 metros con obstáculos | ——————       | ——————       | 8:32.34      | Medalla de bronce |
| Yuri Labra                                                                                | 3000 metros con obstáculos | ——————       | ——————       | 9:07.97      | 11                |
| José Rojas                                                                                | 5000 metros                | ——————       | ——————       | 13:57.77     | 6                 |
| Jhon Cusi                                                                                 | 10000 metros               | ——————       | ——————       | 28:35.41     | 5                 |
| José Mamani                                                                               | 20 kilómetros Marcha       | ——————       | ——————       | DQ           | DQ                |
| Luis Campos                                                                               | 50 kilómetros Marcha       | ——————       | ——————       | DNF          | DNF               |
| Willy Canchanya                                                                           | Maratón                    | ——————       | ——————       | 2:13:22      | 6                 |
| Cristhian Pacheco                                                                         | Maratón                    | ——————       | ——————       | 2:09:31      | Medalla de oro    |
| Mauricio Garrrido Paulo Herrera Luis Iriarte Andy Martínez Javier McFarlane Frank Sánchez | 4x100 metros relevos       | ——————       | ——————       | 41.19        | 9                 |
| Mauricio Garrrido Paulo Herrera Luis Iriarte Javier McFarlane Frank Sánchez Marco Vilca   | 4x400 metros relevos       | ——————       | ——————       | DNS          | DNS               |

### Bádminton
Femenino
| Atleta                          | Evento     | Ronda de 64        | Ronda de 32              | Ronda de 16          | Cuartos de final | Semifinal       | Final           | Posición Final |
| Atleta                          | Evento     | Rival Resultado    | Rival Resultado          | Rival Resultado      | Rival Resultado  | Rival Resultado | Rival Resultado | Posición Final |
| ------------------------------- | ---------- | ------------------ | ------------------------ | -------------------- | ---------------- | --------------- | --------------- | -------------- |
| Inés Castillo                   | Individual | ——————             | Claritza Confident 2 - 0 | Fabiana Silva 0 - 2  | No clasificó     | No clasificó    | No clasificó    | 9              |
| Daniela Macías                  | Individual | ——————             | Constanza Naranjo 2 - 0  | Adriana Valero 2 - 0 | Iris Wang 0 - 2  | No clasificó    | No clasificó    | 5              |
| Inés Castillo Paula La Torre    | Dobles     | ————————————       | ————————————             | Barbados 2 - 0       | Canadá 0 - 2     | No clasificó    | No clasificó    | 5              |
| Daniela Macías Dánica Nishimura | Dobles     | —————————————————— | ——————————————————       | ——————————————————   | Brasil 1 - 2     | No clasificó    | No clasificó    | 5              |

Masculino
| Atleta                       | Evento     | Ronda de 64         | Ronda de 32        | Ronda de 16     | Cuartos de final | Semifinal       | Final           | Posición Final |
| Atleta                       | Evento     | Rival Resultado     | Rival Resultado    | Rival Resultado | Rival Resultado  | Rival Resultado | Rival Resultado | Posición Final |
| ---------------------------- | ---------- | ------------------- | ------------------ | --------------- | ---------------- | --------------- | --------------- | -------------- |
| José Guevara                 | Individual | Nelson Javier 2 - 0 | Andrés López 0 - 2 | No clasificó    | No clasificó     | No clasificó    | No clasificó    | 17             |
| Daniel La Torre              | Individual | ——————              | Lino Muñoz 0 - 2   | No clasificó    | No clasificó     | No clasificó    | No clasificó    | 17             |
| Mario Cuba Diego Mini        | Dobles     | ————————————        | ————————————       | Chile 2 - 0     | Canadá 0 - 2     | No clasificó    | No clasificó    | 5              |
| José Guevara Daniel La Torre | Dobles     | ————————————        | ————————————       | Brasil 1 - 2    | No clasificó     | No clasificó    | No clasificó    | 5              |

Mixto
| Atleta                      | Evento       | Ronda de 32          | Ronda de 16     | Cuartos de final     | Semifinal       | Final           | Posición Final |
| Atleta                      | Evento       | Rival Resultado      | Rival Resultado | Rival Resultado      | Rival Resultado | Rival Resultado | Posición Final |
| --------------------------- | ------------ | -------------------- | --------------- | -------------------- | --------------- | --------------- | -------------- |
| Mario Cuba Daniela Macías   | Dobles mixto | Estados Unidos 0 - 2 | No clasificó    | No clasificó         | No clasificó    | No clasificó    | 17             |
| Diego Mini Dánica Nishimura | Dobles mixto | Argentina 2 - 0      | México 2 - 0    | Estados Unidos 1 - 2 | No clasificó    | No clasificó    | 5              |

### Balonmano
Femenino
| Equipo | Evento          | Fase de grupos                                                       | Fase de grupos | Puestos 5-8         | Puestos 7-8     | Semifinal       | Final           | Posición final |
| Equipo | Evento          | Rival Resultado                                                      | Posición       | Rival Resultado     | Rival Resultado | Rival Resultado | Rival Resultado | Posición final |
| --- | --------------- | -------------------------------------------------------------------- | -------------- | ------------------- | --------------- | --------------- | --------------- | -------------- |
| Tifany Angulo Marcela Balarín Ariana Cruz Camila Delgado Mariana Díaz Derly Gálvez Andrea Lizana María Miranda Rosa Porras Sara Romero Karoline Salcedo Kelly Servat Angie Vásquez Lucía Vílchez | Torneo femenino | República Dominicana 16 - 46 Argentina 7 - 52 Estados Unidos 11 - 29 | 4              | Puerto Rico 14 - 43 | Canadá 12 - 31  | No clasificó    | No clasificó    | 8              |

Masculino
| Equipo | Evento           | Fase de grupos                                    | Fase de grupos | Puestos 5-8           | Puestos 7-8        | Semifinal       | Final           | Posición final |
| Equipo | Evento           | Rival Resultado                                   | Posición       | Rival Resultado       | Rival Resultado    | Rival Resultado | Rival Resultado | Posición final |
| --- | ---------------- | ------------------------------------------------- | -------------- | --------------------- | ------------------ | --------------- | --------------- | -------------- |
| Homero Acuña Jorge Alejos Sergio Alvarado Fernando Buitrón André Camborda Favio Chacón Gianpierre Gutelius Diego López Brian Paredes Cedric Rivera Carlos Trelles Giancarlo Trelles Carlos Vélez Carlos Zerillo | Torneo masculino | Puerto Rico 23 - 27 Brasil 16 - 40 México 17 - 34 | 4              | Estados Unidos 16 -22 | Puerto Rico 19 -27 | No clasificó    | No clasificó    | 8              |

### Béisbol
Masculino
| Equipo | Evento           | Ronda de grupos           | Ronda de grupos | Posición 7º- 8º | Posición 5º- 6º    | Medalla de bronce  | Medalla de oro     | Posición Final |
| Equipo | Evento           | Rival Resultado           | Posición        | Rival Resultado | Rival Resultado    | Rival Resultado    | Rival Resultado    | Posición Final |
| --- | ---------------- | ------------------------- | --------------- | --------------- | ------------------ | ------------------ | ------------------ | -------------- |
| Roberto Ayarza Ignacio Castro Jonathan Farías Andrés Hamamoto José Herrera Ken Ishihara Jin Ishiharatsukazan Giancarlo Kanashiro Daniel Liu Alexandre Moromizato Édgar Paredes Jorge Pastor Gianpierre Reaño Csaba Rojas José Sánchez Daniel Shimura Jorge Sivirichi Alex Takano Alonso Tenya Diego Uezu Jesús Vargas Julio Vásquez Kevin Yamamoto Susumu Yoza | Torneo masculino | República Dominicana 3-10 | 4               | Argentina 1-20  | —————————————————— | —————————————————— | —————————————————— | 8              |
| Roberto Ayarza Ignacio Castro Jonathan Farías Andrés Hamamoto José Herrera Ken Ishihara Jin Ishiharatsukazan Giancarlo Kanashiro Daniel Liu Alexandre Moromizato Édgar Paredes Jorge Pastor Gianpierre Reaño Csaba Rojas José Sánchez Daniel Shimura Jorge Sivirichi Alex Takano Alonso Tenya Diego Uezu Jesús Vargas Julio Vásquez Kevin Yamamoto Susumu Yoza | Torneo masculino | Puerto Rico 1-4           | 4               | Argentina 1-20  | —————————————————— | —————————————————— | —————————————————— | 8              |
| Roberto Ayarza Ignacio Castro Jonathan Farías Andrés Hamamoto José Herrera Ken Ishihara Jin Ishiharatsukazan Giancarlo Kanashiro Daniel Liu Alexandre Moromizato Édgar Paredes Jorge Pastor Gianpierre Reaño Csaba Rojas José Sánchez Daniel Shimura Jorge Sivirichi Alex Takano Alonso Tenya Diego Uezu Jesús Vargas Julio Vásquez Kevin Yamamoto Susumu Yoza | Torneo masculino | Nicaragua 0-10            | 4               | Argentina 1-20  | —————————————————— | —————————————————— | —————————————————— | 8              |

### Bolos
Femenino
| Atleta                          | Evento     | Eliminatorias | Eliminatorias | Eliminatorias | Eliminatorias | Eliminatorias | Eliminatorias | Eliminatorias | Eliminatorias | Eliminatorias | Eliminatorias | Eliminatorias | Eliminatorias | Total     | Posición | Semifinal    | Final        | Posición final |
| Atleta                          | Evento     | 1             | 2             | 3             | 4             | 5             | 6             | 7             | 8             | 9             | 10            | 11            | 12            | Total     | Posición | Semifinal    | Final        | Posición final |
| ------------------------------- | ---------- | ------------- | ------------- | ------------- | ------------- | ------------- | ------------- | ------------- | ------------- | ------------- | ------------- | ------------- | ------------- | --------- | -------- | ------------ | ------------ | -------------- |
| Gabriela Ishikawa               | Individual | 175           | 195           | 156           | 238           | 193           | 180           | 182           | 157           | 234           | 174           | 128           | 213           | 2225      | 24       | No clasificó | No clasificó | 24             |
| Yumi Yuzuriha                   | Individual | 171           | 255           | 257           | 215           | 172           | 190           | 202           | 197           | 180           | 212           | 168           | 191           | 2410      | 13       | No clasificó | No clasificó | 13             |
| Gabriela Ishikawa Yumi Yuzuriha | Dobles     | 167           | 208 207       | 169 199       | 181 179       | 211 181       | 208 159       | 183 127       | 180 214       | 172 192       | 185 164       | 213 160       | 161 199       | 2238 2148 | 12       | ——————       | ——————       | 12             |

Masculino
| Atleta                     | Evento     | Eliminatorias | Eliminatorias | Eliminatorias | Eliminatorias | Eliminatorias | Eliminatorias | Eliminatorias | Eliminatorias | Eliminatorias | Eliminatorias | Eliminatorias | Eliminatorias | Total     | Posición | Semifinal    | Final        | Posición final |
| Atleta                     | Evento     | 1             | 2             | 3             | 4             | 5             | 6             | 7             | 8             | 9             | 10            | 11            | 12            | Total     | Posición | Semifinal    | Final        | Posición final |
| -------------------------- | ---------- | ------------- | ------------- | ------------- | ------------- | ------------- | ------------- | ------------- | ------------- | ------------- | ------------- | ------------- | ------------- | --------- | -------- | ------------ | ------------ | -------------- |
| Adrián Guibu               | Individual | 224           | 183           | 219           | 171           | 206           | 232           | 211           | 223           | 182           | 178           | 233           | 222           | 2484      | 22       | No clasificó | No clasificó | 22             |
| Yum Ishikawa               | Individual | 216           | 176           | 262           | 278           | 182           | 254           | 199           | 194           | 167           | 247           | 244           | 193           | 2612      | 14       | No clasificó | No clasificó | 14             |
| Adrián Guibu Yumi Ishikawa | Dobles     | 205 269       | 226 235       | 182 210       | 196 181       | 213 244       | 173 256       | 221 207       | 209 248       | 211 229       | 202 181       | 211 233       | 257 268       | 2506 2761 | 7        | ——————       | ——————       | 7              |

### Boxeo
Femenino
| Atleta            | Evento | Cuartos de final       | Semifinal       | Final           | Posición final |
| Atleta            | Evento | Rival Resultado        | Rival Resultado | Rival Resultado | Posición final |
| ----------------- | ------ | ---------------------- | --------------- | --------------- | -------------- |
| Lucy Valdivia     | 51 kg  | Ingrit Valencia 2 - 3  | No clasificó    | No clasificó    | 5              |
| Fiorela Goicochea | 57 kg  | Leonela Sánchez 0 - 5  | No clasificó    | No clasificó    | 5              |
| Esperanza Míñope  | 60 kg  | Beatriz Ferreira 0 - 5 | No clasificó    | No clasificó    | 5              |

Masculino
| Atleta           | Evento | Cuartos de final          | Semifinal            | Final           | Posición final    |
| Atleta           | Evento | Rival Resultado           | Rival Resultado      | Rival Resultado | Posición final    |
| ---------------- | ------ | ------------------------- | -------------------- | --------------- | ----------------- |
| William Peña     | 49 kg  | Damián Arce 0 - 5         | No clasificó         | No clasificó    | 5                 |
| Rogger Rivera    | 52 kg  | Yankiel Rivera 0 - 5      | No clasificó         | No clasificó    | 5                 |
| Jorvi Farroñan   | 56 kg  | Duke Ragan 0 - 5          | No clasificó         | No clasificó    | 5                 |
| Leodan Pezo      | 60 kg  | Orlando Martínez 4 - 1    | Lázaro Álvarez RSC   | No clasificó    | Medalla de bronce |
| Miguel Germán    | 64 kg  | Alston Ryan 1 - 4         | No clasificó         | No clasificó    | 5                 |
| Luis Miranda     | 69 kg  | Gabriel Maestre 0 - 5     | No clasificó         | No clasificó    | 5                 |
| José María Lúcar | 91 kg  | Francisco Cantabrana 5 -0 | Julio Castillo 0 - 5 | No clasificó    | Medalla de bronce |
| Luis Muñóz       | +91 kg | Richard Torrez 0 - 5      | No clasificó         | No clasificó    | 5                 |

### Canotaje en aguas tranquilas
Femenino
| Atleta                                                       | Evento   | Clasificación | Clasificación | Semifinal | Semifinal | Final        | Final        |
| Atleta                                                       | Evento   | Tiempo        | Posición      | Tiempo    | Posición  | Tiempo       | Posición     |
| ------------------------------------------------------------ | -------- | ------------- | ------------- | --------- | --------- | ------------ | ------------ |
| Grecia Gomringer                                             | K1 200 m | 57.671        | 5             | 59.491    | 7         | No clasificó | No clasificó |
| Ariana Cruz                                                  | K1 500 m | 2:31.225      | 6             | 2:29.348  | 7         | No clasificó | No clasificó |
| Katherine Ccuno Diana Gomringer                              | K2 500 m | 2:24.299      | 5             | 2:23.503  | 5         | No clasificó | No clasificó |
| Katherine Ccuno Ariana Cruz Diana Gomringer Grecia Gomringer | K4 500 m | ————————      | ————————      | ————————  | ————————  | 2:17.958     | 8            |

Masculino
| Atleta       | Evento    | Clasificación | Clasificación | Semifinal | Semifinal | Final        | Final        |
| Atleta       | Evento    | Tiempo        | Posición      | Tiempo    | Posición  | Tiempo       | Posición     |
| ------------ | --------- | ------------- | ------------- | --------- | --------- | ------------ | ------------ |
| Beldín Gaona | C1 1000 m | 4:49.417      | 5             | 4:49.104  | 7         | No clasificó | No clasificó |

### Canotaje en eslalon
Femenino
| Atleta         | Evento     | Clasificación | Clasificación | Semifinal    | Semifinal    | Final        | Final        |
| Atleta         | Evento     | Tiempo        | Posición      | Tiempo       | Posición     | Tiempo       | Posición     |
| -------------- | ---------- | ------------- | ------------- | ------------ | ------------ | ------------ | ------------ |
| Leslie Cuzcano | C1         | 129.33        | 7             | No clasificó | No clasificó | No clasificó | No clasificó |
| Lenni Ramírez  | K1         | 127.41        | 8             | No clasificó | No clasificó | No clasificó | No clasificó |
| Lenni Ramírez  | K1 extremo | 8             | 3             | No clasificó | No clasificó | No clasificó | No clasificó |

Masculino
| Atleta             | Evento     | Clasificación | Clasificación | Semifinal    | Semifinal    | Final        | Final        |
| Atleta             | Evento     | Tiempo        | Posición      | Tiempo       | Posición     | Tiempo       | Posición     |
| ------------------ | ---------- | ------------- | ------------- | ------------ | ------------ | ------------ | ------------ |
| John Rodríguez     | C1         | 133.03        | 7             | No clasificó | No clasificó | No clasificó | No clasificó |
| Eriberto Gutiérrez | K1         | 93.77         | 7             | No clasificó | No clasificó | No clasificó | No clasificó |
| Eriberto Gutiérrez | K1 extremo | 9             | 2             | 9            | 3            | No clasificó | No clasificó |

### Ciclismo BMX
Femenino
| Atleta          | Evento       | Semifinal | Semifinal | Final        | Final        |
| Atleta          | Evento       | Tiempo    | Posición  | Tiempo       | Posición     |
| --------------- | ------------ | --------- | --------- | ------------ | ------------ |
| Luciana Lecaros | Carrera      | 45.465    | 6         | No clasificó | No clasificó |
| Luciana Lecaros | Contra reloj | ——        | ——        | 46.572       | 14           |

Masculino
| Atleta        | Evento       | Cuartos de final | Cuartos de final | Semifinal    | Semifinal    | Final        | Final        |
| Atleta        | Evento       | Tiempo           | Posición         | Tiempo       | Posición     | Tiempo       | Posición     |
| ------------- | ------------ | ---------------- | ---------------- | ------------ | ------------ | ------------ | ------------ |
| André Lacroix | Carrera      | 2:08.297         | 6                | No clasificó | No clasificó | No clasificó | No clasificó |
| André Lacroix | Contra reloj | ————             | ————             | ————         | ————         | 37.089       | 20           |
| Job Montañéz  | Libre        | ————             | ————             | ————         | ————         | 63.08        | 8            |

### Ciclismo de montaña
Femenino
| Atleta      | Evento        | Final       | Final       |
| Atleta      | Evento        | Tiempo      | Posición    |
| ----------- | ------------- | ----------- | ----------- |
| Lucero Lino | Cross country | No finalizó | No finalizó |

Masculino
| Atleta           | Evento        | Final       | Final       |
| Atleta           | Evento        | Tiempo      | Posición    |
| ---------------- | ------------- | ----------- | ----------- |
| Rolando Serrano  | Cross country | No finalizó | No finalizó |
| Alexander Urbina | Cross country | No finalizó | No finalizó |

### Ciclismo en pista
Femenino
Keirin
| Atleta             | Evento | Ronda 1  | Repesca  | Final    |
| Atleta             | Evento | Posición | Posición | Posición |
| ------------------ | ------ | -------- | -------- | -------- |
| Estephany Valdivia | Keirin | 6        | 6        | 9        |

Omnium
| Atleta        | Evento | Scratch | Scratch  | Tempo Race | Tempo Race | Eliminación | Eliminación | Carrera por Puntos | Carrera por Puntos | Posición Final |
| Atleta        | Evento | Puntos  | Posición | Puntos     | Posición   | Puntos      | Posición    | Puntos             | Posición           | Posición Final |
| ------------- | ------ | ------- | -------- | ---------- | ---------- | ----------- | ----------- | ------------------ | ------------------ | -------------- |
| Angie Paulett | Omnium | 18      | 12       | 0          | 8          | 62          | 12          | 0                  | 11                 | 11             |

Persecución por equipos
| Atleta                                                      | Evento                  | Primera Ronda | Primera Ronda | Segunda Ronda | Segunda Ronda | Medalla de Bronce | Medalla de Bronce | Medalla de Oro | Medalla de Oro | Posición Final |
| Atleta                                                      | Evento                  | Tiempo        | Posición      | Tiempo        | Posición      | Tiempo            | Posición          | Tiempo         | Posición       | Posición Final |
| ----------------------------------------------------------- | ----------------------- | ------------- | ------------- | ------------- | ------------- | ----------------- | ----------------- | -------------- | -------------- | -------------- |
| Cinthya Dávila Luddy Fernández Romina Medrano Angie Paulett | Persecución por equipos | 5:09.577      | 8             | 5:11.653      | 2             | No clasificó      | No clasificó      | No clasificó   | No clasificó   | 8              |

Velocidad
| Atleta                             | Evento                | Clasificación | Octavos de final   | Cuartos de final   | Semifinal          | 5º a 8º puesto     | Final Bronce | Final Oro    | Posición Final |
| Atleta                             | Evento                | Posición      | Posición           | Posición           | Posición           | Posición           | Posición     | Posición     | Posición Final |
| ---------------------------------- | --------------------- | ------------- | ------------------ | ------------------ | ------------------ | ------------------ | ------------ | ------------ | -------------- |
| Ghillma Bendezú                    | Velocidad             | 14            | No clasificó       | No clasificó       | No clasificó       | No clasificó       | No clasificó | No clasificó | 14             |
| Estephany Valdivia                 | Velocidad             | 15            | No clasificó       | No clasificó       | No clasificó       | No clasificó       | No clasificó | No clasificó | 15             |
| Ghillma Bendezú Estephany Valdivia | Velocidad por equipos | 6             | —————————————————— | —————————————————— | —————————————————— | —————————————————— | No clasificó | No clasificó | 6              |

Masculino
Keirin
| Atleta        | Evento | Ronda 1  | Repesca  | Final    |
| Atleta        | Evento | Posición | Posición | Posición |
| ------------- | ------ | -------- | -------- | -------- |
| Robinson Ruiz | Keirin | 3        | 6        | 10       |

Madison
| Atleta                    | Evento  | Final  | Final    |
| Atleta                    | Evento  | Tiempo | Posición |
| ------------------------- | ------- | ------ | -------- |
| César Gárate Renato Tapia | Madison | DNF    | DNF      |

Omnium
| Atleta        | Evento | Scratch | Scratch  | Tempo Race | Tempo Race | Eliminación | Eliminación | Carrera por Puntos | Carrera por Puntos | Posición Final |
| Atleta        | Evento | Puntos  | Posición | Puntos     | Posición   | Puntos      | Posición    | Puntos             | Posición           | Posición Final |
| ------------- | ------ | ------- | -------- | ---------- | ---------- | ----------- | ----------- | ------------------ | ------------------ | -------------- |
| Alonso Gamero | Omnium | 28      | 7        | 0          | 7          | 88          | 5           | 33                 | 4                  | 5              |

Persecución por equipos
| Atleta                                              | Evento                  | Clasificación | Clasificación | Medalla de Bronce | Medalla de Bronce | Medalla de Oro | Medalla de Oro | Posición Final |
| Atleta                                              | Evento                  | Tiempo        | Posición      | Tiempo            | Posición          | Tiempo         | Posición       | Posición Final |
| --------------------------------------------------- | ----------------------- | ------------- | ------------- | ----------------- | ----------------- | -------------- | -------------- | -------------- |
| Alonso Gamero André González Alain Quispe Hugo Ruiz | Persecución por equipos | 4:14.415      | 5             | No clasificó      | No clasificó      | No clasificó   | No clasificó   | 5              |

Velocidad
| Atleta                                       | Evento                | Clasificación | Octavos de final   | Cuartos de final   | Semifinal          | 5º a 8º puesto     | Final Bronce | Final Oro    | Posición Final |
| Atleta                                       | Evento                | Posición      | Posición           | Posición           | Posición           | Posición           | Posición     | Posición     | Posición Final |
| -------------------------------------------- | --------------------- | ------------- | ------------------ | ------------------ | ------------------ | ------------------ | ------------ | ------------ | -------------- |
| Francis Cachique                             | Velocidad             | 16            | No clasificó       | No clasificó       | No clasificó       | No clasificó       | No clasificó | No clasificó | 16             |
| Robinson Ruiz                                | Velocidad             | 17            | No clasificó       | No clasificó       | No clasificó       | No clasificó       | No clasificó | No clasificó | 17             |
| Francis Cachique Robinson Ruiz Rubén Salinas | Velocidad por equipos | 5             | —————————————————— | —————————————————— | —————————————————— | —————————————————— | No clasificó | No clasificó | 5              |

### Ciclismo en ruta
Femenino
| Atleta          | Evento          | Final    | Final    |
| Atleta          | Evento          | Tiempo   | Posición |
| --------------- | --------------- | -------- | -------- |
| Romina Medrano  | Contra reloj    | 28:58.71 | 18       |
| Cinthya Dávila  | Ruta individual | 2:26:25  | 34       |
| Luddy Fernández | Ruta individual | 2:21:21  | 32       |
| Angie Paulett   | Ruta individual | 2:20:34  | 26       |

Masculino
| Atleta         | Evento          | Final    | Final    |
| Atleta         | Evento          | Tiempo   | Posición |
| -------------- | --------------- | -------- | -------- |
| Royner Navarro | Contra reloj    | 50:19.22 | 17       |
| Hugo Ruiz      | Contra reloj    | 49:25.81 | 14       |
| Alonso Gamero  | Ruta individual | 4:06:29  | 7        |
| André González | Ruta individual | 4:09:19  | 26       |
| Royner Navarro | Ruta individual | 4:09:03  | 20       |
| Alain Quispe   | Ruta individual | 4:07:21  | 10       |

### Clavados
Femenino
| Atleta                   | Evento                          | Prelimares | Prelimares | Final        | Final        |
| Atleta                   | Evento                          | Puntos     | Posición   | Puntos       | Posición     |
| ------------------------ | ------------------------------- | ---------- | ---------- | ------------ | ------------ |
| Mayte Salinas            | Trampolín 1 metro               | 196.60     | 14         | No clasificó | No clasificó |
| Mayte Salinas            | Trampolín 3 metros              | 196.20     | 15         | No clasificó | No clasificó |
| Luciana Gil Pamela Reyes | Trampolín 3 metros sincronizado | ———        | ———        | 196.23       | 7            |

Masculino
| Atleta                      | Evento                          | Prelimares | Prelimares | Final        | Final        |
| Atleta                      | Evento                          | Puntos     | Posición   | Puntos       | Posición     |
| --------------------------- | ------------------------------- | ---------- | ---------- | ------------ | ------------ |
| Daniel Pinto                | Trampolín 1 metro               | 251.35     | 16         | No clasificó | No clasificó |
| Daniel Pinto                | Trampolín 3 metros              | 321.60     | 18         | No clasificó | No clasificó |
| Adrián Infante Daniel Pinto | Trampolín 3 metros sincronizado | ———        | ———        | 331.29       | 9            |

### Equitación
Adiestramiento
| Atleta                                         | Caballo                          | Evento     | Clasificación                 | Clasificación                 | Clasificación                     | Clasificación                     | Clasificación | Clasificación | Grand Prix (Estilo Libre) / Intermedia I (Estilo Libre) | Grand Prix (Estilo Libre) / Intermedia I (Estilo Libre) |
| Atleta                                         | Caballo                          | Evento     | Grand Prix / Prix St. Georges | Grand Prix / Prix St. Georges | Grand Prix Special / Intermedia I | Grand Prix Special / Intermedia I | Total         | Total         | Grand Prix (Estilo Libre) / Intermedia I (Estilo Libre) | Grand Prix (Estilo Libre) / Intermedia I (Estilo Libre) |
| Atleta                                         | Caballo                          | Evento     | Puntos                        | Posición                      | Puntos                            | Posición                          | Puntos        | Posición      | Puntos                                                  | Posición                                                |
| ---------------------------------------------- | -------------------------------- | ---------- | ----------------------------- | ----------------------------- | --------------------------------- | --------------------------------- | ------------- | ------------- | ------------------------------------------------------- | ------------------------------------------------------- |
| Eric Chaman                                    | Catalina                         | Individual | 60.765                        | 33                            | 57.353                            | 35                                | 118.118       | 35            | No clasificó                                            | No clasificó                                            |
| Kerstin Rojas                                  | Feuertanzer                      | Individual | 65.647                        | 21                            | 60.941                            | 31                                | 126.588       | 31            | No clasificó                                            | No clasificó                                            |
| Monika von Wedemeyer                           | Briar's Boy                      | Individual | 62.265                        | 32                            | 60.941                            | 31                                | 123.206       | 32            | No clasificó                                            | No clasificó                                            |
| Eric Chaman Kerstin Rojas Monika von Wedemeyer | Catalina Feuertanzer Briar's Boy | Equipos    | 188.677                       | 6                             | 179.235                           | 6                                 | 367.912       | 6             | ——                                                      | ——                                                      |

Prueba completa
| Atleta                                                | Caballo                             | Evento     | Adiestramiento | Adiestramiento | Campo Traviesa | Campo Traviesa | Salto        | Salto        | Total        | Total        |
| Atleta                                                | Caballo                             | Evento     | Puntos         | Posición       | Puntos         | Posición       | Puntos       | Posición     | Puntos       | Posición     |
| ----------------------------------------------------- | ----------------------------------- | ---------- | -------------- | -------------- | -------------- | -------------- | ------------ | ------------ | ------------ | ------------ |
| Hans Alva                                             | Conterina Z                         | Individual | 45.30          | 39             | Eliminado      | Eliminado      | No clasificó | No clasificó | No clasificó | No clasificó |
| Marcelino Cárdenas                                    | Vento                               | Individual | 45.50          | 41             | 60.00          | 20             | Eliminado    | Eliminado    | No clasificó | No clasificó |
| Diego Farje                                           | Qouter                              | Individual | 43.30          | 33             | 15.20          | 8              | 0.00         | 1            | 58.50        | 11           |
| Juan Francia                                          | Alpacino Z                          | Individual | 43.30          | 33             | 60.80          | 21             | 8.00         | 17           | 112.10       | 21           |
| Hans Alva Marcelino Cárdenas Diego Farje Juan Francia | Conterina Z Vento Qouter Alpacino Z | Equipos    | 131.90         | 10             | 136.00         | 6              | 1008.00      | 9            | 1170.60      | 7            |

Salto
| Atleta                                    | Caballo                             | Evento     | Clasificación | Clasificación | Clasificación | Clasificación | Clasificación | Clasificación | Clasificación | Clasificación | Final        | Final        | Final        | Final        | Final        | Final        |
| Atleta                                    | Caballo                             | Evento     | Ronda 1       | Ronda 1       | Ronda 2       | Ronda 2       | Ronda 3       | Ronda 3       | Total         | Total         | Ronda A      | Ronda A      | Ronda B      | Ronda B      | Total        | Total        |
| Atleta                                    | Caballo                             | Evento     | Faltas        | Posición      | Faltas        | Posición      | Faltas        | Posición      | Faltas        | Posición      | Faltas       | Posición     | Faltas       | Posición     | Faltas       | Posición     |
| ----------------------------------------- | ----------------------------------- | ---------- | ------------- | ------------- | ------------- | ------------- | ------------- | ------------- | ------------- | ------------- | ------------ | ------------ | ------------ | ------------ | ------------ | ------------ |
| Noe Benlamine                             | Dimodo                              | Individual | 20.51         | 45            | 31            | 43            | 31            | 44            | 82.51         | 43            | 31           | 31           | ——————       | ——————       | ——————       | ——————       |
| Julian Duprat                             | Crocky van Overis                   | Individual | 21.24         | 46            | Retirado      | Retirado      | No clasificó  | No clasificó  | No clasificó  | No clasificó  | No clasificó | No clasificó | No clasificó | No clasificó | No clasificó | No clasificó |
| Alonso Valdéz                             | Chichester                          | Individual | 43.24         | 48            | 16            | 33            | 8             | 16            | 67.24         | 42            | 4            | 8            | 13           | 18           | ————         | ————         |
| Noe Benlamine Julian Duprat Alonso Valdéz | Dimodo Crocky van Overis Chichester | Equipos    | 84.99         | 12            | Eliminado     | Eliminado     | No clasificó  | No clasificó  | No clasificó  | No clasificó  | ———————————— | ———————————— | ———————————— | ———————————— | ———————————— | ———————————— |

### Esgrima
Femenino
| Atleta                                       | Evento             | Clasificación | Clasificación | Octavos de final       | Cuartos de final          | Semifinal                      | Final                          | Posición Final |
| Atleta                                       | Evento             | Victorias     | Posición      | Rival Resultado        | Rival Resultado           | Rival Resultado                | Rival Resultado                | Posición Final |
| -------------------------------------------- | ------------------ | ------------- | ------------- | ---------------------- | ------------------------- | ------------------------------ | ------------------------------ | -------------- |
| María Luisa Doig                             | Espada individual  | 4             | 2             | Josefina Méndez 15 - 7 | Patrizia Piovesan 11 - 14 | No clasificó                   | No clasificó                   | 5              |
| Cynthia Roldán                               | Espada individual  | 1             | 6             | No clasificó           | No clasificó              | No clasificó                   | No clasificó                   | 16             |
| María Luisa Doig Karol Larico Cynthia Roldán | Espada equipos     | ————————————  | ————————————  | ————————————           | Estados Unidos 30 - 45    | Puesto 5 - 8 Argentina 36 - 45 | Puesto 7 - 8 Canadá 28 - 45    | 8              |
| Paola Gil                                    | Florete individual | 3             | 2             | No clasificó           | No clasificó              | No clasificó                   | No clasificó                   | 9              |
| Kusi Rosales                                 | Florete individual | 1             | 5             | Ana Di Rienzo 13 - 15  | No clasificó              | No clasificó                   | No clasificó                   | 16             |
| Paola Gil Kusi Rosales Michela Somocurcio    | Florete equipos    | ————————————  | ————————————  | ————————————           | Canadá 16 - 45            | Puesto 5 - 8 Brasil 16 - 45    | Puesto 7 - 8 Argentina 30 - 45 | 8              |
| Hillary Aguilar                              | Sable individual   | 0             | 6             | No clasificó           | No clasificó              | No clasificó                   | No clasificó                   | 18             |
| Raisza Lucho                                 | Sable individual   | 0             | 6             | No clasificó           | No clasificó              | No clasificó                   | No clasificó                   | 17             |
| Hillary Aguilar Kate Lu Raisza Lucho         | Sable equipos      | ————————————  | ————————————  | ————————————           | Estados Unidos 15 - 45    | Puesto 5 - 8 Colombia 17 - 45  | Puesto 7 - 8 Argentina 13 - 45 | 8              |

Masculino
| Atleta                                            | Evento             | Clasificación | Clasificación | Octavos de final      | Cuartos de final  | Semifinal                   | Final                            | Posición |
| Atleta                                            | Evento             | Victorias     | Posición      | Rival Resultado       | Rival Resultado   | Rival Resultado             | Rival Resultado                  | Posición |
| ------------------------------------------------- | ------------------ | ------------- | ------------- | --------------------- | ----------------- | --------------------------- | -------------------------------- | -------- |
| Eduardo García                                    | Espada individual  | 3             | 3             | Jesús Lugones 11 - 15 | No clasificó      | No clasificó                | No clasificó                     | 9        |
| Álex Landavere                                    | Espada individual  | 0             | 6             | No clasificó          | No clasificó      | No clasificó                | No clasificó                     | 17       |
| Renán Espinoza Eduardo García Álex Landavere      | Espada equipos     | ————————————  | ————————————  | ————————————          | Venezuela 23 - 45 | Puesto 5 - 8 Brasil 27 - 45 | Puesto 7 - 8 Canadá 35 - 45      | 8        |
| Federico Canchez                                  | Florete individual | 0             | 6             | No clasificó          | No clasificó      | No clasificó                | No clasificó                     | 16       |
| Marcio Orihuela                                   | Florete individual | 0             | 6             | No clasificó          | No clasificó      | No clasificó                | No clasificó                     | 17       |
| Federico Canchez Joaquín Espinoza Marcio Orihuela | Florete equipos    | ————————————  | ————————————  | ————————————          | Canadá 38 - 45    | Puesto 5 - 8 México 32 - 45 | Puesto 7 - 8 Puerto Rico 26 - 45 | 8        |
| Fabián Huapaya                                    | Sable individual   | 0             | 6             | No clasificó          | No clasificó      | No clasificó                | No clasificó                     | 17       |
| Jet Vargas                                        | Sable individual   | 0             | 6             | No clasificó          | No clasificó      | No clasificó                | No clasificó                     | 18       |
| Fabián Huapaya ÁNgel Torreblanca Jet Vargas       | Sable equipos      | ————————————  | ————————————  | ————————————          | Canadá 18 - 45    | Puesto 5 - 8 Brasil 27 - 45 | Puesto 7 - 8 Cuba 21 - 45        | 8        |

### Esquí acuático
Femenino
| Atleta            | Evento  | Preliminar    | Preliminar | Final         | Final          |
| Atleta            | Evento  | Puntos        | Posición   | Puntos        | Posición       |
| ----------------- | ------- | ------------- | ---------- | ------------- | -------------- |
| Natalia Cuglievan | Figuras | 7970          | 5          | 9910          | Medalla de oro |
| María De Osma     | Figuras | 6050          | 2          | No clasificó  | No clasificó   |
| María De Osma     | Overall | 2207.57       | 5          | 1793.92       | 6              |
| María De Osma     | Salto   | 144           | 6          | 144           | 6              |
| María De Osma     | Slalom  | 2.00/55/11.25 | 5          | 2.00/55/11.25 | 4              |

Masculino
| Atleta         | Evento    | Eliminatoria  | Eliminatoria | Final        | Final        |
| Atleta         | Evento    | Puntos        | Posición     | Puntos       | Posición     |
| -------------- | --------- | ------------- | ------------ | ------------ | ------------ |
| Felipe Franco  | Figuras   | 7320          | 7            | 8180         | 5            |
| Rafael De Osma | Figuras   | 6650          | 8            | 6470         | 7            |
| Felipe Franco  | Overall   | 1001.05       | 12           | No clasificó | No clasificó |
| Rafael De Osma | Overall   | 2128.37       | 7            | No clasificó | No clasificó |
| Rafael De Osma | Salto     | 178           | 7            | 182          | 6            |
| Felipe Franco  | Slalom    | 1.00/58/16.00 | 9            | No clasificó | No clasificó |
| Rafael De Osma | Slalom    | 0.50/58/11.25 | 6            | No clasificó | No clasificó |
| Manuel Tudela  | Wakeboard | 31.22         | 4            | No clasificó | No clasificó |

### Fisicoculturismo
Femenino
| Atleta           | Evento  | Clasificación | Clasificación | Final        | Final        |
| Atleta           | Evento  | Puntos        | Posición      | Puntos       | Posición     |
| ---------------- | ------- | ------------- | ------------- | ------------ | ------------ |
| Jeymmy Rodríguez | Fitness |               |               | No clasificó | No clasificó |

Masculino
| Atleta              | Evento  | Clasificación | Clasificación | Final        | Final        |
| Atleta              | Evento  | Puntos        | Posición      | Puntos       | Posición     |
| ------------------- | ------- | ------------- | ------------- | ------------ | ------------ |
| Francisco Rodríguez | Clásico |               |               | No clasificó | No clasificó |

### Fútbol
Femenino
| Equipo | Evento          | Fase de grupos                                | Fase de grupos | Puestos 7-8     | Puestos 5-6     | Semifinal       | Medalla de Bronce | Medalla de Oro  | Posición final |
| Equipo | Evento          | Rival Resultado                               | Posición       | Rival Resultado | Rival Resultado | Rival Resultado | Rival Resultado   | Rival Resultado | Posición final |
| --- | --------------- | --------------------------------------------- | -------------- | --------------- | --------------- | --------------- | ----------------- | --------------- | -------------- |
| Sandra Arévalo Amparo Chuqival Katarina Comesaña Gladys Dorador Esthefany Espino Emily Flores Scarleth Flores María López Karla López Nahomi Martínez Cindy Novoa Pierina Núñez Kiara Ortega Steffani Otiniano Even Pizango Maryory Sánchez Miryam Tristán Stephannie Vásquez | Torneo femenino | Argentina 0 - 3 Costa Rica 1 - 3 Panamá 1 - 1 | 4              | Jamaica 0 - 1   | No clasificó    | No clasificó    | No clasificó      | No clasificó    | 8              |

Masculino
| Equipo | Evento           | Fase de grupos                             | Fase de grupos | Puestos 7-8     | Puestos 5-6     | Semifinal       | Medalla de Bronce | Medalla de Oro  | Posición final |
| Equipo | Evento           | Rival Resultado                            | Posición       | Rival Resultado | Rival Resultado | Rival Resultado | Rival Resultado   | Rival Resultado | Posición final |
| --- | ---------------- | ------------------------------------------ | -------------- | --------------- | --------------- | --------------- | ----------------- | --------------- | -------------- |
| Luis Acuy Hideyoshi Arakaki Jesús Barco Carlos Cáceda Yuriel Celi Gianfranco Chávez Aldair Fuentes Jordan Guivin Junior Huerto Mauricio Montes Edhu Oliva Andy Polar Jefferson Portales Jesús Pretell Kevin Quevedo Eduardo Rabanal José Rivera Ángel Zamudio | Torneo masculino | Uruguay 0 - 2 Honduras 2 - 2 Jamaica 0 - 2 | 4              | Ecuador 1 - 1   | No clasificó    | No clasificó    | No clasificó      | No clasificó    | 7              |

### Gimnasia artística
Femenino
| Atleta                                                                     | Evento  | Aparato          | Aparato            | Aparato | Aparato | Total   | Posición Final |        |        |        |    |
| -------------------------------------------------------------------------- | ------- | ---------------- | ------------------ | ------- | ------- | ------- | -------------- | ------ | ------ | ------ | -- |
| Atleta                                                                     | Evento  | Sandra Collantes | General individual | 12.950  | 10.950  | Total   | Posición Final | 11.350 | 12.200 | 47.450 | 17 |
| Ariana Orrego                                                              | 13.350  | 11.400           | General individual | 9.750   | 11.750  | 46.250  | 20             |        |        |        |    |
| Sandra Collantes Fabiola Díaz Venere Horna Ariana Orrego Valentina Sarango | Equipos | 40.700           | 35.775             | 37.400  | 36.650  | 150.525 | 5              |        |        |        |    |

Masculino
| Atleta                                                               | Evento  | Aparato       | Aparato            | Aparato | Aparato | Aparato | Aparato | Total   | Posición Final |        |        |        |    |
| -------------------------------------------------------------------- | ------- | ------------- | ------------------ | ------- | ------- | ------- | ------- | ------- | -------------- | ------ | ------ | ------ | -- |
| Atleta                                                               | Evento  | Daniel Agüero | General individual | 13.500  | 12.100  | 10.750  | 14.450  | Total   | Posición Final | 12.400 | 12.525 | 75.725 | 16 |
| Jesús Moreto                                                         | 12.900  | 12.450        | General individual | 12.925  | 13.450  | 13.500  | 12.450  | 77.675  | 13             |        |        |        |    |
| Daniel Agüero Mauricio Gallegos Arián León Jesús Moreto Luis Pizarro | Equipos | 36.925        | 32.775             | 36.250  | 40.950  | 37.900  | 37.200  | 222.000 | 9              |        |        |        |    |

### Gimnasia de trampolín
Masculino
| Atleta          | Evento     | Clasificación | Clasificación | Final        | Final        |
| Atleta          | Evento     | Puntos        | Posición      | Puntos       | Posición     |
| --------------- | ---------- | ------------- | ------------- | ------------ | ------------ |
| Miguel Valencia | Individual | 68.910        | 11            | No clasificó | No clasificó |

### Gimnasia rítmica
Femenino
| Atleta | Evento | Aparato           | Aparato            | Aparato | Aparato | Total | Posición final |        |       |        |    |
| ------ | ------ | ----------------- | ------------------ | ------- | ------- | ----- | -------------- | ------ | ----- | ------ | -- |
| Atleta | Evento | Carla Corminboeuf | General individual | 10.250  | 9.250   | Total | Posición final | 10.200 | 9.400 | 39.100 | 16 |

### Golf
Femenino
| Atleta         | Evento     | Final   | Final   | Final   | Final   | Final | Final    |
| Atleta         | Evento     | Ronda 1 | Ronda 2 | Ronda 3 | Ronda 4 | Total | Posición |
| -------------- | ---------- | ------- | ------- | ------- | ------- | ----- | -------- |
| Micaela Farah  | Individual | 73      | 73      | 76      | 74      | 296   | 17       |
| María Palacios | Individual | 75      | 77      | 78      | 77      | 307   | 28       |

Masculino
| Atleta        | Evento     | Final   | Final   | Final   | Final   | Final | Final    |
| Atleta        | Evento     | Ronda 1 | Ronda 2 | Ronda 3 | Ronda 4 | Total | Posición |
| ------------- | ---------- | ------- | ------- | ------- | ------- | ----- | -------- |
| Luis Barco    | Individual | 67      | 68      | 68      | 69      | 272   | 5        |
| Julián Perico | Individual | 70      | 73      | 66      | 67      | 276   | 8        |

Mixto
| Atleta                                                | Evento        | Final   | Final   | Final   | Final   | Final | Final    |
| Atleta                                                | Evento        | Ronda 1 | Ronda 2 | Ronda 3 | Ronda 4 | Total | Posición |
| ----------------------------------------------------- | ------------- | ------- | ------- | ------- | ------- | ----- | -------- |
| Luis Barco Micaela Farah María Palacios Julián Perico | Equipos mixto | 140     | 141     | 142     | 141     | 564   | 10       |

### Hockey sobre césped
Femenino
| Equipo | Evento          | Fase de grupos                                 | Fase de grupos | Cuartos de final | Puestos 5-8     | Puestos 7-8     | Semifinal       | Medalla de Bronce | Medalla de Oro  | Posición final |
| Equipo | Evento          | Rival Resultado                                | Posición       | Rival Resultado  | Rival Resultado | Rival Resultado | Rival Resultado | Rival Resultado   | Rival Resultado | Posición final |
| --- | --------------- | ---------------------------------------------- | -------------- | ---------------- | --------------- | --------------- | --------------- | ----------------- | --------------- | -------------- |
| Solange Alonso Marianella Álvarez Claudia Ardiles Chiara Conetta Nicole Cueva María Fermi María Jiménez Camila Levaggi Camila Méndez Ana Moccagatta Marina Montes Victoria Montes Ana Palomino Geraldine Quino Yurandi Quino Daniela Ramírez | Torneo femenino | Chile 0 - 13 México 0 - 4 Estados Unidos 0 - 8 | 4              | Argentina 0 - 21 | Uruguay 0 - 14  | Cuba 3 - 2      | No clasificó    | No clasificó      | No clasificó    | 7              |

Masculino
| Equipo | Evento           | Fase de grupos                                   | Fase de grupos | Cuartos de final | Puestos 5-8     | Puestos 7-8     | Semifinal       | Medalla de Bronce | Medalla de Oro  | Posición final |
| Equipo | Evento           | Rival Resultado                                  | Posición       | Rival Resultado  | Rival Resultado | Rival Resultado | Rival Resultado | Rival Resultado   | Rival Resultado | Posición final |
| --- | ---------------- | ------------------------------------------------ | -------------- | ---------------- | --------------- | --------------- | --------------- | ----------------- | --------------- | -------------- |
| Fabrizio Corno Luis De Martis Sebastián Denisson Rodrigo Díaz Adrián Huanca Christopher Knight Fernando López Feliz Mafferetti Guillermo Manchego Antonio Piazza Miguel Rivera Abel Romero Johannes Valakivi Edson Vera Hugo Virosa Alberto Vives | Torneo masculino | Estados Unidos 0 - 16 México 2 - 8 Canadá 1 - 14 | 4              | Argentina 1 - 14 | Uruguay 0 - 7   | México 0 - 6    | No clasificó    | No clasificó      | No clasificó    | 8              |

### Judo
Femenino
| Atleta            | Evento | Octavos de final              | Cuartos de final         | Repechaje                     | Final Mat                 | Medalla Bronce               | Medalla Oro     | Posición Final    |
| Atleta            | Evento | Rival Resultado               | Rival Resultado          | Rival Resultado               | Rival Resultado           | Rival Resultado              | Rival Resultado | Posición Final    |
| ----------------- | ------ | ----------------------------- | ------------------------ | ----------------------------- | ------------------------- | ---------------------------- | --------------- | ----------------- |
| Noemí Huayhuameza | -48 kg | Mary Vargas 00 - 01           | No clasificó             | No clasificó                  | No clasificó              | No clasificó                 | No clasificó    | No clasificó      |
| Brillith Gamarra  | -52 kg | ——————                        | Marie Besson 01S1 - 00   | ——————                        | Larissa Pimenta 00S3 - 10 | Kristine Jiménez 00S1 - 01S2 | ——————          | 5                 |
| Kiara Arango      | -57 kg | ——————                        | Ana Rosa 00S1 - 10S1     | Yadinys Amaris 00 - 10        | No clasificó              | No clasificó                 | No clasificó    | 7                 |
| Mariana Cornejo   | -63 kg | Madeline Choconta 00S2 - 01S2 | No clasificó             | No clasificó                  | No clasificó              | No clasificó                 | No clasificó    | No clasificó      |
| Xsara Morales     | -70 kg | Chantal Wright 01S3 - 11S1    | No clasificó             | No clasificó                  | No clasificó              | No clasificó                 | No clasificó    | No clasificó      |
| Camila Figueroa   | -78 kg | Nefeli Papadakis 00S2 - 01    | No clasificó             | No clasificó                  | No clasificó              | No clasificó                 | No clasificó    | No clasificó      |
| Yuliana Bolívar   | +78 kg | ——————                        | Melissa Mojica 00S1 - 11 | Priscila Martínez 10S1 - 00S3 | ——————                    | Nina Cutro 10 - 00S3         | ——————          | Medalla de bronce |

Masculino
| Atleta         | Evento  | Octavos de final         | Cuartos de final            | Repechaje                  | Final Mat                  | Medalla Bronce                 | Medalla Oro                 | Posición Final    |
| Atleta         | Evento  | Rival Resultado          | Rival Resultado             | Rival Resultado            | Rival Resultado            | Rival Resultado                | Rival Resultado             | Posición Final    |
| -------------- | ------- | ------------------------ | --------------------------- | -------------------------- | -------------------------- | ------------------------------ | --------------------------- | ----------------- |
| Dilmer Calle   | -60 kg  | ——————                   | Elmert Ramírez 10S2 - 00S3  | ——————                     | Lenín Preciado 00 - 10     | Adonis Díaz 00S1 - 01S1        | ——————                      | 5                 |
| Juan Postigos  | -66 kg  | ——————                   | Wander Mateo 00S1 - 10      | Jorge González 01S1 - 00S1 | ——————                     | Ricardo Valderrama 00S2 - 10S1 | ——————                      | 5                 |
| Alonso Wong    | -73 kg  | ——————                   | Bradley Langlois 10 - 00S3  | ——————                     | Eduardo Araujo 10S1 - 00S3 | ——————                         | Magdiel Estrada 00S2 - 10S1 | Medalla de plata  |
| Luis Ángeles   | -81 kg  | Samuel Ayala 00S1 - 10S2 | No clasificó                | No clasificó               | No clasificó               | No clasificó                   | No clasificó                | No clasificó      |
| Yuta Galarreta | -90 kg  | Víctor Ochoa 01S1 - 00S2 | Robert Florentino 00S3 - 10 | Tomás Spikermann 10 - 00S1 | ——————                     | Rafael Macedo 11 - 00S1        | ——————                      | Medalla de bronce |
| José Arroyo    | -100 kg | ——————                   | Liester Cardona 00S2 - 10   | Carlos Garzón 11S1 - 00S1  | ——————                     | Junior Angulo 00S2 - 01S2      | ——————                      | 5                 |
| Frank Alvarado | +100 kg | Ajax Tadehara 00S2 - 10  | No clasificó                | No clasificó               | No clasificó               | No clasificó                   | No clasificó                | No clasificó      |

### Karate
Femenino
| Atleta                                | Evento          | Fase de grupos                                                        | Semifinal                   | Final                       | Posición Final    |
| Atleta                                | Evento          | Rival Resultado                                                       | Rival Resultado             | Rival Resultado             | Posición Final    |
| ------------------------------------- | --------------- | --------------------------------------------------------------------- | --------------------------- | --------------------------- | ----------------- |
| Selene Rodríguez                      | -50 kg          | Jessica De Paula 3 - 5 Shanonn Nishi 1 - 3 Yamila Benítez 7 - 1       | No clasificó                | No clasificó                | No clasificó      |
| Alessandra Vindrola                   | -55 kg          | Kathryn Campbell 5 - 4 Baurelys Torres 0 - 3 Génesis Navarrete 1 - 3  | No clasificó                | No clasificó                | No clasificó      |
| Alexandra Grande                      | -61 kg          | Jacqueline Factos 3 - 0 Érica Dos Santos 0 - 3 Claudymar Garcés 8 - 0 | Xhunashi Caballero 3 - 0    | Claudymar Garcés 6 - 1      | Medalla de oro    |
| Gabriela López                        | -68 kg          | Cirelys Martínez 1 - 1 Tanya Rodríguez 1 - 6 Susana Li 0 - 3          | No clasificó                | No clasificó                | No clasificó      |
| Isabel Aco                            | +68 kg          | Pamela Rodríguez 2 - 3 Guadalupe Quintal 1 - 0                        | Omaira Molina 2 - 5         | No clasificó                | Medalla de bronce |
| Ingrid Aranda                         | Kata individual |                                                                       |                             |                             | Medalla de bronce |
| Rosa Almarza Sol Romani Saida Salcedo | Kata equipos    | Fase de grupos 23.86 puntos                                           | Fase de grupos 23.86 puntos | Fase de grupos 23.86 puntos | Medalla de bronce |

Masculino
| Atleta                                      | Evento          | Fase de grupos                                                      | Semifinal                   | Final                       | Posición Final    |
| Atleta                                      | Evento          | Rival Resultado                                                     | Rival Resultado             | Rival Resultado             | Posición Final    |
| ------------------------------------------- | --------------- | ------------------------------------------------------------------- | --------------------------- | --------------------------- | ----------------- |
| Amado Escalante                             | -60 kg          | Jovanni Martínez 2 - 5 Enrique Estrada 0 - 7 Joaquín González 0 - 8 | No clasificó                | No clasificó                | No clasificó      |
| Andhi Ávila                                 | -67 kg          | Alejandro Noriega 0 - 0 Andrés Madera 0 - 0 Camilo Velozo 0 - 0     | No clasificó                | No clasificó                | No clasificó      |
| José Valdivia                               | -75 kg          | Juan Landazuri 1 - 1 Thomas Scott 0 - 3 Hernani Verissimo 0 - 7     | No clasificó                | No clasificó                | No clasificó      |
| Carlos Mendoza                              | -84 kg          | Freddy Valera 0 - 3 Esteban Espinoza 1 - 6 Carlos Sinisterra 0 - 1  | No clasificó                | No clasificó                | No clasificó      |
| Jorge Beltrán                               | +84 kg          | Diego Lenis 0 - 6 Rodrigo Rojas 0 - 8 Franklin Mina 0 - 1           | No clasificó                | No clasificó                | No clasificó      |
| Mariano Wong                                | Kata individual | Fase de grupos 23.66 puntos                                         | Fase de grupos 23.66 puntos | Fase de grupos 23.66 puntos | Medalla de bronce |
| Oliver Del Castillo Carlos Lam John Trebejo | Kata equipos    | Fase de grupos 24.20 puntos                                         | Fase de grupos 24.20 puntos | Fase de grupos 24.20 puntos | Medalla de oro    |

### Levantamiento de pesas
Femenino
| Atleta               | Evento | Arrancada | Arrancada | Envión | Envión   | Total | Posición |
| Atleta               | Evento | Total     | Posición  | Total  | Posición | Total | Posición |
| -------------------- | ------ | --------- | --------- | ------ | -------- | ----- | -------- |
| Fiorella Cueva       | 49 kg  | 75        | 7         | ——     | ——       | ——    | ——       |
| Shoely Mego          | 55 kg  | 83        | 6         | 110    | 4        | 193   | 6        |
| Angie Cárdenas       | 64 kg  | 81        | 9         | 106    | 10       | 187   | 10       |
| Eldi Paredes         | 64 kg  | 81        | 8         | 111    | 7        | 153   | 8        |
| Estrella Saldarriaga | 76 kg  | 83        | 8         | 107    | 8        | 190   | 8        |
| Angie Castro         | 87 kg  | 78        | 9         | 105    | 9        | 183   | 9        |

Masculino
| Atleta            | Evento | Arrancada | Arrancada | Envión | Envión   | Total | Posición          |
| Atleta            | Evento | Total     | Posición  | Total  | Posición | Total | Posición          |
| ----------------- | ------ | --------- | --------- | ------ | -------- | ----- | ----------------- |
| Marcos Rojas      | 61 kg  | 116       | 7         | 145    | 7        | 261   | 7                 |
| Luis Bardalez     | 67 kg  | 127       | 5         | 164    | 3        | 291   | Medalla de bronce |
| Óscar Terrones    | 73 kg  | 141       | 5         | 163    | 7        | 304   | 5                 |
| Santiago Villegas | 73 kg  | 122       | 10        | 160    | 9        | 282   | 9                 |
| Amel Atencia      | 96 kg  | 123       | 15        | 160    | 14       | 284   | 15                |
| Hernán Viera      | 109 kg | 140       | 6         | 180    | 6        | 320   | 6                 |

### Lucha
Femenino
| Atleta          | Evento      | Cuartos de final         | Semifinal       | Repesca                    | Final           | Posición Final    |
| Atleta          | Evento      | Rival Resultado          | Rival Resultado | Rival Resultado            | Rival Resultado | Posición Final    |
| --------------- | ----------- | ------------------------ | --------------- | -------------------------- | --------------- | ----------------- |
| Thalía Mallqui  | 50 kg libre | Yusneylis Guzmán 1 - 4   | ———             | Jacqueline Mollocana 3 - 1 | No clasificó    | Medalla de bronce |
| Justina Benítes | 53 kg libre | Betzabeth Arguello 0 - 4 | ———             | Liana Montero 0 - 11       | No clasificó    | 5                 |
| Martha Olivares | 57 kg libre | Nes Rodríguez 5 - 8      | No clasificó    | No clasificó               | No clasificó    | 8                 |
| Jannete Mallqui | 62 kg libre | Abnelis Yambo 0 - 10     | No clasificó    | No clasificó               | No clasificó    | 8                 |
| Yanet Sovero    | 68 kg libre | Tamyra Mensah 0 - 12     | ———             | Ámbar Garnica 5 - 8        | No clasificó    | 5                 |
| Diana Cruz      | 76 kg libre | Aline Da Silva 0 - 7     | ———             | Mabelkys Capote 0 - 10     | No clasificó    | 5                 |

Masculino
| Atleta           | Evento              | Octavos de final | Cuartos de final            | Semifinal       | Repesca               | Final           | Posición Final |
| Atleta           | Evento              | Rival Resultado  | Rival Resultado             | Rival Resultado | Rival Resultado       | Rival Resultado | Posición Final |
| ---------------- | ------------------- | ---------------- | --------------------------- | --------------- | --------------------- | --------------- | -------------- |
| Fidel Ramos      | 57 kg libre         | ———              | Óscar Tigreros 0 - 10       | No clasificó    | No clasificó          | No clasificó    | 8              |
| Luis Mallqui     | 65 kg libre         | ———              | Mauricio Sánchez 4 - 15     | No clasificó    | No clasificó          | No clasificó    | 8              |
| Abel Herrera     | 74 kg libre         | ———              | Jordan Burroughs 0 - 10     | ———             | Geandry Garzón 0 - 11 | No clasificó    | 5              |
| Pool Ambrosio    | 86 kg libre         | ———              | Carlos Izquierdo 4 - 6      | No clasificó    | No clasificó          | No clasificó    | 7              |
| Ronald Valverde  | 97 kg libre         | ———              | Reineris Salas 0 - 11       | No clasificó    | No clasificó          | No clasificó    | 8              |
| Andreus Gunning  | 125 kg libre        | ———              | Nicholas Gwiazdowski 0 - 10 | ———             | Korey Jarvis 0 - 7    | No clasificó    | 5              |
| Joao Benavides   | 60 kg grecorromana  | ———              | Anthony Palencia 3 - 11     | No clasificó    | No clasificó          | No clasificó    | 7              |
| Nilton Soto      | 67 kg grecorromana  | ———              | Cristian Rivas 3 - 3        |                 | Manuel López 1 - 3    |                 | 5              |
| Angello Hurtado  | 77 kg grecorromana  | ———              | Emmanuel Benítez 0 - 8      | No clasificó    | No clasificó          | No clasificó    | 8              |
| Ricardo Cárdenas | 87 kg grecorromana  | Josef Rau 3 - 5  | No clasificó                | No clasificó    | No clasificó          | No clasificó    | 7              |
| Bryan Cruz       | 97 kg grecorromana  | ———              | José Arias 2 - 4            | No clasificó    | No clasificó          | No clasificó    | 7              |
| Daniel Medina    | 130 kg grecorromana | ———              | Leo Santana 0 - 8           | No clasificó    | No clasificó          | No clasificó    | 7              |

### Nado sincronizado
Femenino
| Equipo | Evento  | Rutina Técnica | Rutina Técnica | Rutina Libre | Rutina Libre | Total    | Posición Final |
| Equipo | Evento  | Puntos         | Posición       | Puntos       | Posición     | Total    | Posición Final |
| --- | ------- | -------------- | -------------- | ------------ | ------------ | -------- | -------------- |
| Carla Morales Cielomar Romero | Dueto   | 70.8877        | 9              | 74.3667      | 9            | 145.2544 | 9              |
| Yamile Carrasco María Ccoyllo Mariafe López Carla Morales Tania Patiño Sandy Quiróz Cielomar Romero Valeria Romero Andrea Phillips | Equipos | 73.0739        | 6              | 75.8667      | 6            | 148.9406 | 6              |

### Natación
Femenino
| Atleta | Evento                        | Eliminatoria | Eliminatoria | Final        | Final        |
| Atleta | Evento                        | Tiempo       | Posición     | Tiempo       | Posición     |
| --- | ----------------------------- | ------------ | ------------ | ------------ | ------------ |
| Rafaela Fernandini | 50 metros libre               | 27.05        | 7            | No clasificó | No clasificó |
| Alexia Sotomayor | 50 metros libre               | 27.56        | 1            | No clasificó | No clasificó |
| Andrea Hurtado | 100 metros espalda            | DNS          | DNS          | No clasificó | No clasificó |
| Alexia Sotomayor | 100 metros espalda            | 1:04.96      | 5            | No clasificó | No clasificó |
| Jessica Cattaneo | 100 metros libre              | 59.05        | 6            | No clasificó | No clasificó |
| Rafaela Fernandini | 100 metros libre              | 59.31        | 6            | No clasificó | No clasificó |
| Silvana Cabrera | 100 metros mariposa           | 1:03.30      | 5            | No clasificó | No clasificó |
| María Muñóz | 100 metros mariposa           | 1:02.92      | 5            | No clasificó | No clasificó |
| Adriana Buendía | 100 metros pecho              | 1:18.82      | 7            | No clasificó | No clasificó |
| Paula Tamashiro | 100 metros pecho              | 1:11.21      | 4            | No clasificó | No clasificó |
| McKenna De Bever | 200 metros espalda            | 2:17.54      | 4            | No clasificó | No clasificó |
| Andrea Hurtado | 200 metros espalda            | 2:20.32      | 5            | No clasificó | No clasificó |
| Azra Avdic | 200 metros libre              | 2:08.86      | 5            | No clasificó | No clasificó |
| Silvana Cabrera | 200 metros mariposa           | 2:15.89      | 6            | No clasificó | No clasificó |
| María Muñóz | 200 metros mariposa           | 2:16.76      | 5            | No clasificó | No clasificó |
| Adriana Buendía | 200 metros pecho              | 2:52.33      | 7            | No clasificó | No clasificó |
| Mariagracia Torres | 200 metros pecho              | 2:47.59      | 7            | No clasificó | No clasificó |
| McKenna De Bever | 200 metros combinado          | 2:18.22      | 3            | 2:15.48      | 5            |
| Mariagracia Torres | 200 metros combinado          | 2:31.62      | 8            | No clasificó | No clasificó |
| Azra Avdic | 400 metros libre              | 4:27.59      | 6            | No clasificó | No clasificó |
| Samantha Bello | 400 metros libre              | 4:17.92      | 5            | No clasificó | No clasificó |
| Andrea Hurtado | 400 metros combinado          | DNS          | DNS          | No clasificó | No clasificó |
| María Muñóz | 400 metros combinado          | DSQ          | DSQ          | No clasificó | No clasificó |
| Samantha Bello | 800 metros libre              | DNS          | DNS          | No clasificó | No clasificó |
| María Bramont | 800 metros libre              | 9:04.18      | 2            | No clasificó | No clasificó |
| Fanny Ccollcca | 1500 metros libre             | 17:15.85     | 3            | No clasificó | No clasificó |
| Samantha Bello Jessica Cattaneo Fanny Ccollcca McKenna De Bever Rafaela Fernandini Mackenzie Nedom Paula Tamashiro      | 4x100 metros relevo           | ————         | ————         | 3:54.70      | 5            |
| Adriana Buendía Silvana Cabrera Andrea Hurtado Rafaela Fernandini Mackenzie Nedom Alexia Sotomayor Paula Tamashiro      | 4x100 metros relevo combinado | 4:16.97      | 3            | 4:14.12      | 7            |
| Azra Avdic Samantha Bello María Bramont Jessica Cattaneo Fanny Ccollcca McKenna De Bever Andrea Hurtado Mackenzie Nedom | 4x200 metros relevo libre     | ————         | ————         | 8:27.16      | 7            |

Masculino
| Atleta | Evento                        | Eliminatoria | Eliminatoria | Final        | Final        |
| Atleta | Evento                        | Tiempo       | Posición     | Tiempo       | Posición     |
| --- | ----------------------------- | ------------ | ------------ | ------------ | ------------ |
| Sebastián Arispe                                                                                              | 50 metros libre               | 24.01        | 3            | No clasificó | No clasificó |
| Miguel Castañeda                                                                                              | 50 metros libre               | 24.07        | 5            | No clasificó | No clasificó |
| Carlos Cobos                                                                                                  | 100 metros espalda            | 58.61        | 6            | No clasificó | No clasificó |
| José Neumann                                                                                                  | 100 metros espalda            | 58.76        | 5            | No clasificó | No clasificó |
| Sebastián Arispe                                                                                              | 100 metros libre              | 52.10        | 7            | No clasificó | No clasificó |
| Ricardo Espinosa                                                                                              | 100 metros libre              | 52.29        | 8            | No clasificó | No clasificó |
| Gustavo Gutiérrez                                                                                             | 100 metros mariposa           | 56.20        | 7            | No clasificó | No clasificó |
| Javier Tang Juy                                                                                               | 100 metros mariposa           | 55.47        | 5            | No clasificó | No clasificó |
| Miguel Castillo                                                                                               | 100 metros pecho              | 1:07.68      | 3            | No clasificó | No clasificó |
| Giordano Gonzáles                                                                                             | 100 metros pecho              | 1:06.19      | 8            | No clasificó | No clasificó |
| Carlos Cobos                                                                                                  | 200 metros espalda            | 2:06.53      | 5            | No clasificó | No clasificó |
| José Neumann                                                                                                  | 200 metros espalda            | 2:08.36      | 7            | No clasificó | No clasificó |
| Joaquín Vargas                                                                                                | 200 metros libre              | 1:52.85      | 6            | No clasificó | No clasificó |
| Gustavo Gutiérrez                                                                                             | 200 metros mariposa           | 2:01.58      | 4            | No clasificó | No clasificó |
| Luis Vílchez                                                                                                  | 200 metros mariposa           | 2:03.04      | 6            | No clasificó | No clasificó |
| Patricio Figueroa                                                                                             | 200 metros pecho              | 2:29.62      | 8            | No clasificó | No clasificó |
| Giordano Gonzáles                                                                                             | 200 metros pecho              | 2:24.49      | 7            | No clasificó | No clasificó |
| Christian Mayer                                                                                               | 200 metros combinado          | 2:10.38      | 3            | No clasificó | No clasificó |
| José Neumann                                                                                                  | 200 metros combinado          | 2:08.22      | 2            | No clasificó | No clasificó |
| Christian Mayer                                                                                               | 400 metros libre              | 4:06.62      | 8            | No clasificó | No clasificó |
| Joaquín Vargas                                                                                                | 400 metros libre              | 3:59.15      | 6            | No clasificó | No clasificó |
| Gustavo Gutiérrez                                                                                             | 400 metros combinado          | 4:35.14      | 1            | No clasificó | No clasificó |
| José Neumann                                                                                                  | 400 metros combinado          | 4:35.89      | 2            | No clasificó | No clasificó |
| Piero Canduelas                                                                                               | 800 metros libre              | 8:31.56      | 5            | No clasificó | No clasificó |
| Joaquín Vargas                                                                                                | 800 metros libre              | 8:24.63      | 4            | No clasificó | No clasificó |
| Piero Canduelas                                                                                               | 1500 metros libre             | 16:16.42     | 7            | No clasificó | No clasificó |
| Gustavo Gutiérrez                                                                                             | 1500 metros libre             | 16:07.48     | 6            | No clasificó | No clasificó |
| Carlos Cobos Ricardo Espinosa Patricio Figueroa Giordano Gonzáles José Neumann Javier Tang Juy Joaquín Vargas | 4x100 metros relevo combinado | 3:52.99      | 4            | No clasificó | No clasificó |
| Sebastián Arispe Carlos Cobos Ricardo Espinosa Gustavo Gutiérrez Joaquín Vargas Miguel Zavaleta               | 4x100 metros relevo libre     | ————         | ————         | 3:28.05      | 5            |

Mixto
| Atleta | Evento                              | Eliminatoria | Eliminatoria | Final        | Final        |
| Atleta | Evento                              | Tiempo       | Posición     | Tiempo       | Posición     |
| --- | ----------------------------------- | ------------ | ------------ | ------------ | ------------ |
| Carlos Cobos McKenna De Bever Ricardo Espinosa Giordano Gonzáles Andrea Hurtado Paula Tamashiro Javier Tang Juy       | 4x100 metros relevo mixto combinado | 4:06.46      | 5            | No clasificó | No clasificó |
| Sebastián Arispe Jessica Cattaneo McKenna De Bever Ricardo Espinosa Rafaela Fernandini Mackenzie Nedom Joaquín Vargas | 4x100 metros relevo mixto combinado | 3:39.76      | 3            | 3:46.62      | 8            |

### Natación en aguas abiertas
Femenino
| Atleta        | Evento        | Tiempo    | Posición |
| ------------- | ------------- | --------- | -------- |
| María Bramont | 10 kilómetros | 2:02:56.9 | 7        |

Masculino
| Atleta       | Evento        | Tiempo    | Posición |
| ------------ | ------------- | --------- | -------- |
| Diego Serida | 10 kilómetros | 2:04:09.1 | 14       |

### Patinaje artístico
Femenino
| Equipo         | Evento         | Programa Corto | Programa Corto | Programa Largo | Programa Largo | Total | Posición Final |
| Equipo         | Evento         | Puntos         | Posición       | Puntos         | Posición       | Total | Posición Final |
| -------------- | -------------- | -------------- | -------------- | -------------- | -------------- | ----- | -------------- |
| Brigitte López | Programa Libre | 10.98          | 8              | 15.33          | 8              | 26.31 | 8              |

Masculino
| Equipo         | Evento         | Programa Corto | Programa Corto | Programa Largo | Programa Largo | Total | Posición Final |
| Equipo         | Evento         | Puntos         | Posición       | Puntos         | Posición       | Total | Posición Final |
| -------------- | -------------- | -------------- | -------------- | -------------- | -------------- | ----- | -------------- |
| Roberto Quiróz | Programa Libre | 7.65           | 8              | 14.13          | 8              | 21.78 | 8              |

### Patinaje de velocidad
Femenino
| Atleta          | Evento              | Final  | Final    |
| Atleta          | Evento              | Tiempo | Posición |
| --------------- | ------------------- | ------ | -------- |
| Jessica Estévez | 300 m contrarreloj  | 32.378 | 11       |
| Jessica Estévez | 10000 m eliminación | DNS    | ——       |

Masculino
| Atleta           | Evento              | Preliminar | Preliminar | Final        | Final        |
| Atleta           | Evento              | Tiempo     | Posición   | Tiempo       | Posición     |
| ---------------- | ------------------- | ---------- | ---------- | ------------ | ------------ |
| Ronaldo Camacho  | 300 m contrarreloj  | ——————     | ——————     | 26.351       | 8            |
| Ronaldo Camacho  | 500 m               | 46.065     | 4          | No clasificó | No clasificó |
| Bernardo Timoteo | 10000 m eliminación | ——————     | ——————     | EL (14)      | ——           |

### Pelota vasca
Femenino
| Atleta                        | Evento                          | Fase preliminar                                                                  | Semifinal       | Medalla de Bronce | Medalla de Oro    | Posición final    |
| Atleta                        | Evento                          | Rival Resultado                                                                  | Rival Resultado | Rival Resultado   | Rival Resultado   | Posición final    |
| ----------------------------- | ------------------------------- | -------------------------------------------------------------------------------- | --------------- | ----------------- | ----------------- | ----------------- |
| Claudia Suárez                | Frontón peruano individual      | Wendy Durán 2 - 0 Melina Spahn 2 - 0 Diana Rangel 2 - 0 Rosario Valderrama 2 - 0 | ——————          | ——————            | Wendy Durán 2 - 0 | Medalla de oro    |
| Nathaly Paredes Mía Rodríguez | Frontenis dobles                | Cuba 0 - 2 Chile 2 - 1                                                           | México 0 - 2    | Argentina 2 - 0   | ———               | Medalla de bronce |
| Jessenia Bernal Mía Rodríguez | Pelota de goma dobles frontón   | México 0 - 2 Argentina 0 - 2 Cuba 0 - 2 Chile 2 - 0                              | ———             | Argentina 0 - 2   | ———               | 4                 |
| Emily Paredes Karla Rodríguez | Pelota de goma dobles trinquete | México 0 - 2 Uruguay 0 - 2                                                       | No clasificó    | No clasificó      | No clasificó      | No clasificó      |

Masculino
| Atleta                           | Evento                          | Fase preliminar                                                                            | Semifinal       | Medalla de Bronce | Medalla de Oro         | Posición final |
| Atleta                           | Evento                          | Rival Resultado                                                                            | Rival Resultado | Rival Resultado   | Rival Resultado        | Posición final |
| -------------------------------- | ------------------------------- | ------------------------------------------------------------------------------------------ | --------------- | ----------------- | ---------------------- | -------------- |
| Cristopher Martínez              | Frontón peruano individual      | Alejandro González 2 - 0 Isaac Pérez 2 - 0 Salvador Espinoza 2 - 0 Guillermo Osorio 2 - 0  | ——————          | ——————            | Guillermo Osorio 2 - 0 | Medalla de oro |
| Jesús Quinto                     | Mano individual                 | Josías Bazo 0 - 2 Nelson Leiva 0 - 2                                                       | No clasificó    | No clasificó      | No clasificó           | No clasificó   |
| Juan Bezada David Yupanqui       | Frontenis dobles                | Estados Unidos 0 - 2 México 0 - 2 Argentina 0 - 2 Chile 1 - 2                              | No clasificó    | No clasificó      | No clasificó           | No clasificó   |
| Rodrigo Carrasco                 | Pelota de goma individual       | Martín Letelier 2 - 0 Facundo Andreasen 0 - 2 Efraín Segura 2 - 0 Alejandro González 0 - 2 | No clasificó    | No clasificó      | No clasificó           | No clasificó   |
| André Bellido Edson Velásquez    | Pelota de goma dobles trinquete | México 0 - 2 Argentina 0 - 2 Chile 0 - 2 Uruguay 0 - 2                                     | No clasificó    | No clasificó      | No clasificó           | No clasificó   |
| Daniel Fernández Edson Velásquez | Pelota de cuero dobles frontón  | Cuba 0 - 2 Argentina 0 - 2 Estados Unidos 0 - 2 México 0 - 2                               | No clasificó    | No clasificó      | No clasificó           | No clasificó   |

### Pentatlón moderno
Femenino
| Atleta                    | Evento     | Esgrima | Esgrima | Esgrima | Esgrima | Natación | Natación | Natación | Equitación | Equitación | Equitación | Tiro/Carrera | Tiro/Carrera | Tiro/Carrera | Puntuación Total | Posición Final |
| Atleta                    | Evento     | Vic.    | Der.    | Ptos.   | Pos.    | Tiem.    | Ptos.    | Pos.     | Tiem.      | Ptos.      | Pos.       | Tiem.        | Ptos.        | Pos.         | Puntuación Total | Posición Final |
| ------------------------- | ---------- | ------- | ------- | ------- | ------- | -------- | -------- | -------- | ---------- | ---------- | ---------- | ------------ | ------------ | ------------ | ---------------- | -------------- |
| Jane Collins              | Individual | 11      | 20      | 173     | 23      | 3:00.33  | 190      | 29       | 93.55      | 247        | 15         | 15:07.00     | 393          | 23           | 1003             | 18             |
| Tony Sánchez              | Individual | 3       | 28      | 117     | 31      | 2:50.61  | 209      | 27       | 74.36      | 297        | 1          | 15:38.00     | 362          | 26           | 985              | 22             |
| Jane Collins Tony Sánchez | Relevos    | 13      | 27      | 177     | 10      | 2:31.82  | 247      | 10       | 118.96     | 261        | 1          | 14:14.00     | 446          | 6            | 1131             | 5              |

Vic=Victorias; Der=Derrotas; Ptos=Puntos; Pos=Posición; Tiem=Tiempo; Pen=Penalizaciones
Masculino
| Atleta                 | Evento     | Esgrima | Esgrima | Esgrima | Esgrima | Natación | Natación | Natación | Equitación | Equitación | Equitación | Tiro/Carrera | Tiro/Carrera | Tiro/Carrera | Puntuación Total | Posición Final |
| Atleta                 | Evento     | Vic.    | Der.    | Ptos.   | Pos.    | Tiem.    | Ptos.    | Pos.     | Tiem.      | Ptos.      | Pos.       | Tiem.        | Ptos.        | Pos.         | Puntuación Total | Posición Final |
| ---------------------- | ---------- | ------- | ------- | ------- | ------- | -------- | -------- | -------- | ---------- | ---------- | ---------- | ------------ | ------------ | ------------ | ---------------- | -------------- |
| Juan Condori           | Individual | 4       | 27      | 126     | 32      | 2:40.30  | 230      | 31       | 68.77      | 286        | 7          | 12:19.00     | 561          | 24           | 1203             | 19             |
| Jair Mena              | Individual | 9       | 22      | 159     | 26      | 2:27.47  | 256      | 28       | Eliminado  | Eliminado  | Eliminado  | 11:53.00     | 587          | 21           | 1002             | 28             |
| Juan Condori Jair Mena | Relevos    | 7       | 19      | 162     | 12      | 2:11.76  | 287      | 10       | 111.34     | 285        | 1          | 14:28.00     | 432          | 12           | 1166             | 11             |

Vic=Victorias; Der=Derrotas; Ptos=Puntos; Pos=Posición; Tiem=Tiempo; Pen=Penalizaciones
Mixto
| Atleta                    | Evento        | Esgrima | Esgrima | Esgrima | Esgrima | Natación | Natación | Natación | Equitación | Equitación | Equitación | Tiro/Carrera | Tiro/Carrera | Tiro/Carrera | Puntuación Total | Posición Final |
| Atleta                    | Evento        | Vic.    | Der.    | Ptos.   | Pos.    | Tiem.    | Ptos.    | Pos.     | Tiem.      | Ptos.      | Pos.       | Tiem.        | Ptos.        | Pos.         | Puntuación Total | Posición Final |
| ------------------------- | ------------- | ------- | ------- | ------- | ------- | -------- | -------- | -------- | ---------- | ---------- | ---------- | ------------ | ------------ | ------------ | ---------------- | -------------- |
| Juan Condori Tony Sánchez | Relevos mixto | 8       | 40      | 139     | 13      | 2:24.04  | 262      | 13       | 97.24      | 292        | 2          | 13:19.00     | 501          | 11           | 1194             | 11             |

Vic=Victorias; Der=Derrotas; Ptos=Puntos; Pos=Posición; Tiem=Tiempo; Pen=Penalizaciones

### Raquetbol
Masculino
| Atleta                                          | Evento     | Eliminatorias                                                     | Octavos de final | Cuartos de final | Semifinal       | Final           |
| Atleta                                          | Evento     | Rival Resultado                                                   | Rival Resultado  | Rival Resultado  | Rival Resultado | Rival Resultado |
| ----------------------------------------------- | ---------- | ----------------------------------------------------------------- | ---------------- | ---------------- | --------------- | --------------- |
| Jonathan Luque                                  | Individual | Edwin Galicia 0 - 2 Jacob Bredenbeck 0 - 2 Sebastián Franco 0 - 2 | No clasificó     | No clasificó     | No clasificó    | No clasificó    |
| Erik Mendoza                                    | Individual | Maikel Moyet 0 - 2 Rodrigo Montoya 0 - 2 Ramón de León 0 - 2      | No clasificó     | No clasificó     | No clasificó    | No clasificó    |
| Jonathan Luque Sebastián Mendiguri              | Dobles     | Ecuador 0 - 2 Bolivia 0 - 2 Colombia 0 - 2                        | No clasificó     | No clasificó     | No clasificó    | No clasificó    |
| Jonathan Luque Sebastián Mendiguri Erik Mendoza | Equipos    | —————                                                             | Colombia 0 - 2   | No clasificó     | No clasificó    | No clasificó    |

### Remo
Femenino
| Atleta                                                     | Evento                       | Clasificación | Clasificación | Repechaje | Repechaje | Semifinal | Semifinal | Final   | Final    |
| Atleta                                                     | Evento                       | Tiempo        | Posición      | Tiempo    | Posición  | Tiempo    | Posición  | Tiempo  | Posición |
| ---------------------------------------------------------- | ---------------------------- | ------------- | ------------- | --------- | --------- | --------- | --------- | ------- | -------- |
| Pamela Noya Camila Valle                                   | Doble par cortos peso ligero | 7:30.49       | 3             | 7:17.77   | 3         | ————      | ————      | 7:27.67 | 5        |
| Pamela Noya Alessia Palacios Valeria Palacios Camila Valle | Cuatro pares de remos cortos | 8:02.90       | 6             | ————————  | ————————  | ————————  | ————————  | 6:49.45 | 6        |

Masculino
| Atleta                           | Evento                       | Clasificación | Clasificación | Repechaje | Repechaje | Semifinal | Semifinal | Final   | Final    |
| Atleta                           | Evento                       | Tiempo        | Posición      | Tiempo    | Posición  | Tiempo    | Posición  | Tiempo  | Posición |
| -------------------------------- | ---------------------------- | ------------- | ------------- | --------- | --------- | --------- | --------- | ------- | -------- |
| Gonzalo Del Solar                | Un par de remos cortos       | 7:28.81       | 3             | ————      | ————      | 7:17.04   | 3         | 7:16.04 | 5        |
| Gerónimo Hamman Álvaro Torres    | Doble par de remos cortos    | 6:34.04       | 3             | 6:25.00   | 1         | ————      | ————      | 6:33.56 | 5        |
| Gianfranco Colmenares Renzo León | Doble par cortos peso ligero | 6:26.80       | 3             | 6:31.82   | 2         | ————      | ————      | 6:36.01 | 5        |

### Rugby 7
Femenino
| Equipo | Evento          | Fase de grupos                            | Fase de grupos | Puestos 5-8               | Puestos 5-6       | Semifinal       | Medalla de Bronce | Medalla de Oro  | Posición final |
| Equipo | Evento          | Rival Resultado                           | Posición       | Rival Resultado           | Rival Resultado   | Rival Resultado | Rival Resultado   | Rival Resultado | Posición final |
| --- | --------------- | ----------------------------------------- | -------------- | ------------------------- | ----------------- | --------------- | ----------------- | --------------- | -------------- |
| María Chuquivala Natalia Correa María Domínguez Michelle Flores Lucy Granda Andrea Masías Beatriz Orcotoma Paula Pacheco Rosemary Quesada Lieneke Ratto Melissa Vargas Karoline Vergara | Torneo femenino | Brasil 5 - 33 Canadá 0 - 54 México 43 - 7 | 3              | Trinidad y Tobago 31 - 10 | Argentina 12 - 34 | No clasificó    | No clasificó      | No clasificó    | 6              |

### Sóftbol
Femenino
| Equipo | Evento          | Fase de grupos       | Fase de grupos | Semifinal       | Final           | Posición Final |
| Equipo | Evento          | Rival Resultado      | Posición       | Rival Resultado | Rival Resultado | Posición Final |
| --- | --------------- | -------------------- | -------------- | --------------- | --------------- | -------------- |
| Katrina Aponte Selena Aponte Mariafe Bouchon Meiber Cabrera Elizabeth Caffero Stephanie Gushiken Alessandra La Puente Diane Leider María Ocrospoma Daniela Osaki Stephanie Oshiro Betsey Ramos Thais Uyema Giovannah Webb Annie Yokoyama | Torneo femenino | Venezuela 3 - 5      | 6              | No clasificó    | No clasificó    | 6              |
| Katrina Aponte Selena Aponte Mariafe Bouchon Meiber Cabrera Elizabeth Caffero Stephanie Gushiken Alessandra La Puente Diane Leider María Ocrospoma Daniela Osaki Stephanie Oshiro Betsey Ramos Thais Uyema Giovannah Webb Annie Yokoyama | Torneo femenino | México 0 - 9         | 6              | No clasificó    | No clasificó    | 6              |
| Katrina Aponte Selena Aponte Mariafe Bouchon Meiber Cabrera Elizabeth Caffero Stephanie Gushiken Alessandra La Puente Diane Leider María Ocrospoma Daniela Osaki Stephanie Oshiro Betsey Ramos Thais Uyema Giovannah Webb Annie Yokoyama | Torneo femenino | Puerto Rico 2 - 6    | 6              | No clasificó    | No clasificó    | 6              |
| Katrina Aponte Selena Aponte Mariafe Bouchon Meiber Cabrera Elizabeth Caffero Stephanie Gushiken Alessandra La Puente Diane Leider María Ocrospoma Daniela Osaki Stephanie Oshiro Betsey Ramos Thais Uyema Giovannah Webb Annie Yokoyama | Torneo femenino | Canadá 0 - 7         | 6              | No clasificó    | No clasificó    | 6              |
| Katrina Aponte Selena Aponte Mariafe Bouchon Meiber Cabrera Elizabeth Caffero Stephanie Gushiken Alessandra La Puente Diane Leider María Ocrospoma Daniela Osaki Stephanie Oshiro Betsey Ramos Thais Uyema Giovannah Webb Annie Yokoyama | Torneo femenino | Estados Unidos 0 - 7 | 6              | No clasificó    | No clasificó    | 6              |

Masculino
| Equipo | Evento           | Fase de grupos        | Fase de grupos | Semifinal       | Final           | Posición Final |
| Equipo | Evento           | Rival Resultado       | Posición       | Rival Resultado | Rival Resultado | Posición Final |
| --- | ---------------- | --------------------- | -------------- | --------------- | --------------- | -------------- |
| Francisco Guzmán Erick Higa Akira Itokazu José Jara Kazuo Kawasaki Kenny Kina Eyzer Mujica Aldo Oyakawa Fabricio Pando Daniel Ramírez Diego Riquelme Gonzalo Sakuda Sergei Soler Jerico Yagui César Ynouye | Torneo masculino | Cuba 0 - 15           | 6              | No clasificó    | No clasificó    | 6              |
| Francisco Guzmán Erick Higa Akira Itokazu José Jara Kazuo Kawasaki Kenny Kina Eyzer Mujica Aldo Oyakawa Fabricio Pando Daniel Ramírez Diego Riquelme Gonzalo Sakuda Sergei Soler Jerico Yagui César Ynouye | Torneo masculino | México 0 - 11         | 6              | No clasificó    | No clasificó    | 6              |
| Francisco Guzmán Erick Higa Akira Itokazu José Jara Kazuo Kawasaki Kenny Kina Eyzer Mujica Aldo Oyakawa Fabricio Pando Daniel Ramírez Diego Riquelme Gonzalo Sakuda Sergei Soler Jerico Yagui César Ynouye | Torneo masculino | Venezuela 0 - 3       | 6              | No clasificó    | No clasificó    | 6              |
| Francisco Guzmán Erick Higa Akira Itokazu José Jara Kazuo Kawasaki Kenny Kina Eyzer Mujica Aldo Oyakawa Fabricio Pando Daniel Ramírez Diego Riquelme Gonzalo Sakuda Sergei Soler Jerico Yagui César Ynouye | Torneo masculino | Estados Unidos 0 - 20 | 6              | No clasificó    | No clasificó    | 6              |
| Francisco Guzmán Erick Higa Akira Itokazu José Jara Kazuo Kawasaki Kenny Kina Eyzer Mujica Aldo Oyakawa Fabricio Pando Daniel Ramírez Diego Riquelme Gonzalo Sakuda Sergei Soler Jerico Yagui César Ynouye | Torneo masculino | Argentina 0 - 13      | 6              | No clasificó    | No clasificó    | 6              |

### Squash
Femenino
| Atleta                                          | Evento     | Fase de grupos                                          | Octavos de final         | Cuartos de final           | Semifinal                 | Final           | Posición Final |
| Atleta                                          | Evento     | Rival Resultado                                         | Rival Resultado          | Rival Resultado            | Rival Resultado           | Rival Resultado | Posición Final |
| ----------------------------------------------- | ---------- | ------------------------------------------------------- | ------------------------ | -------------------------- | ------------------------- | --------------- | -------------- |
| María Hermosa                                   | Individual | —————                                                   | Antonella Falcione 0 - 3 | No clasificó               | No clasificó              | No clasificó    | No clasificó   |
| Ximena Rodríguez                                | Individual | —————                                                   | Elisa García 3 - 2       | No clasificó               | No clasificó              | No clasificó    | No clasificó   |
| Ximena Rodríguez Alejandra Zavala               | Dobles     | ——————————                                              | ——————————               | Canadá 0 - 2               | No clasificó              | No clasificó    | No clasificó   |
| María Hermosa Ximena Rodríguez Alejandra Zavala | Equipos    | Fase de Grupos Canadá 0 - 3 Guyana 0 - 3 Colombia 0 - 3 | Estados Unidos 0 - 3     | Puestos 5 a 8 Guyana 0 - 3 | Puestos 7 a 8 Chile 1 - 2 | —————           | 8              |

Masculino
| Atleta                                   | Evento     | Fase de grupos               | Octavos de final     | Cuartos de final   | Semifinal                     | Final                         | Posición Final    |              |
| Atleta                                   | Evento     | Rival Resultado              | Rival Resultado      | Rival Resultado    | Rival Resultado               | Rival Resultado               | Posición Final    |              |
| ---------------------------------------- | ---------- | ---------------------------- | -------------------- | ------------------ | ----------------------------- | ----------------------------- | ----------------- | ------------ |
| Andrés Duany                             | Individual | —————                        | Willia Sachvie 0 - 3 | No clasificó       | No clasificó                  | No clasificó                  | No clasificó      | No clasificó |
| Diego Elías                              | Individual | —————                        | Edwin Enríquez 3 - 0 | Todd Harrity 3 - 0 | César Salazar 3 - 0           | Miguel Ángel Rodríguez 3 - 1  | Medalla de oro    |              |
| Diego Elías Alonso Escudero              | Dobles     | ——————————                   | ——————————           | Colombia 2 - 0     | Estados Unidos 0 - 2          | No clasificó                  | Medalla de bronce |              |
| Andrés Duany Diego Elías Alonso Escudero | Equipos    | Guatemala 2 - 1 México 1 - 2 | El Salvador 0 - 3    | Canadá 1 - 2       | Puestos 5 a 8 Guatemala 0 - 2 | Puestos 7 a 8 Argentina 0 - 3 | 8                 |              |

Mixto
| Atleta                     | Evento       | Cuartos de final     | Semifinal       | Final           | Posición Final |
| Atleta                     | Evento       | Rival Resultado      | Rival Resultado | Rival Resultado | Posición Final |
| -------------------------- | ------------ | -------------------- | --------------- | --------------- | -------------- |
| Andrés Duany María Hermosa | Dobles mixto | Estados Unidos 0 - 2 | No clasificó    | No clasificó    | No clasificó   |

### Surf
Femenino
| Atleta         | Evento      | Ronda Principal                 | Ronda Principal            | Ronda Principal                  | Ronda Principal             | Repechaje                    | Repechaje                    | Repechaje                       | Repechaje              | Bronce                   | Oro                          | Posición final   |
| Atleta         | Evento      | 1                               | 2                          | 3                                | 4                           | 1                            | 2                            | 3                               | 4                      | Bronce                   | Oro                          | Posición final   |
| -------------- | ----------- | ------------------------------- | -------------------------- | -------------------------------- | --------------------------- | ---------------------------- | ---------------------------- | ------------------------------- | ---------------------- | ------------------------ | ---------------------------- | ---------------- |
| María Reyes    | Longboard   | 12.66                           | 5.06                       | ————                             | ————                        | 13.83                        | 13.97                        | 10.83                           | ——                     | Mathea Olin 13.50 - 8.70 | ——                           | Medalla de plata |
| Melanie Giunta | Open        | Ornella Pellizzari 2.46 - 13.33 | ——————                     | ——————                           | Vanesa Cortéz 11.33 - 4.70  | Bethany Zelasko 13.67 - 9.00 | Isabella Gómez 13.93 - 13.26 | Ornella Pellizzari 1.57 - 12.90 | —————————              | —————————                | —————————                    | 5                |
| Daniella Rosas | Open        | Tiare Thompson 10.66 - 8.80     | Chelsea Tuach 15.27 - 7.00 | Ornella Pellizzari 14.17 - 11.67 | Dominic Barona 12.40 - 5.07 | ———————————————              | ———————————————              | ———————————————                 | ———————————————        | ———————————————          | Dominic Barona 13.93 - 12.50 | Medalla de oro   |
| Vania Torres   | SUP         | 11.33                           | 9.50                       | 8.37                             | 13.17                       | ———————————————              | ———————————————              | ———————————————                 | ———————————————        | ———————————————          | Isabella Gómez 9.94 - 10.73  | Medalla de plata |
| Giannisa Vecco | Carrera SUP | ——————————————————————          | ——————————————————————     | ——————————————————————           | ——————————————————————      | ——————————————————————       | ——————————————————————       | ——————————————————————          | —————————————————————— | ——————————————————————   | 00:38:24.5                   | 6                |

Masculino
| Atleta          | Evento      | Ronda Principal            | Ronda Principal             | Ronda Principal            | Ronda Principal          | Repechaje                 | Repechaje                | Repechaje                   | Repechaje              | Bronce                 | Oro                            | Posición final    |
| Atleta          | Evento      | 1                          | 2                           | 3                          | 4                        | 1                         | 2                        | 3                           | 4                      | Bronce                 | Oro                            | Posición final    |
| --------------- | ----------- | -------------------------- | --------------------------- | -------------------------- | ------------------------ | ------------------------- | ------------------------ | --------------------------- | ---------------------- | ---------------------- | ------------------------------ | ----------------- |
| Benoit Clemente | Longboard   | 11.67                      | 18.80                       | 18.10                      | 15.67                    | ———————————————           | ———————————————          | ———————————————             | ———————————————        | ———————————————        | Julián Schweizer 19.13 - 10.73 | Medalla de oro    |
| Alonso Correa   | Open        | Noe McGonagle 9.33 - 13.90 | ——————                      | ——————                     | ——————                   | Kevin Schulz 10.84 - 8.10 | Cody Young 16.00 - 11.47 | Leandro Usuna 12.83 - 13.00 | ——————                 | ——————                 | ——————                         | 7                 |
| Lucca Mesinas   | Open        | Lucas Madrid 14.34 - 9.00  | Leandro Usuna 14.07 - 12.50 | Noe McGonagle 15.94 - 9.90 | Bryan Pérez 17.47 - 8.60 | ———————————————           | ———————————————          | ———————————————             | ———————————————        | ———————————————        | Leandro Usuna 14.00 - 13.77    | Medalla de oro    |
| Tamil Martino   | SUP         | 15.34                      | 14.17                       | 14.93                      | 12.57                    | ———————————————           | ———————————————          | ———————————————             | ———————————————        | ———————————————        | Giorgio Gómez 14.70 - 17.33    | Medalla de plata  |
| Itzel Delgado   | Carrera SUP | ——————————————————————     | ——————————————————————      | ——————————————————————     | ——————————————————————   | ——————————————————————    | ——————————————————————   | ——————————————————————      | —————————————————————— | —————————————————————— | 00:26:24.3                     | Medalla de bronce |

### Taekwondo
Femenino
| Atleta               | Evento             | Octavos de final               | Cuartos de final               | Semifinal                      | Repesca                        | Medalla de Bronce              | Medalla de Oro  | Posición Final   |
| Atleta               | Evento             | Rival Resultado                | Rival Resultado                | Rival Resultado                | Rival Resultado                | Rival Resultado                | Rival Resultado | Posición Final   |
| -------------------- | ------------------ | ------------------------------ | ------------------------------ | ------------------------------ | ------------------------------ | ------------------------------ | --------------- | ---------------- |
| Julissa Diez Canseco | -49 kg             | Solansh Vargas 11 - 8          | Daniela Souza 0 - 9            | —————                          | María Bucheli 3 - 0            | Andrea Ramírez 9- 14           | —————           | 5                |
| Aittana Moya         | -57 kg             | Gianella Evolo 3 - 7           | No clasificó                   | No clasificó                   | No clasificó                   | No clasificó                   | No clasificó    | 11               |
| Diana Chirinos       | -67 kg             | Madelyn Rodríguez 2 - 22       | No clasificó                   | No clasificó                   | No clasificó                   | No clasificó                   | No clasificó    | 11               |
| Camila Orihuela      | +67 kg             | Rachel Cuma 3 - 14             | No clasificó                   | No clasificó                   | No clasificó                   | No clasificó                   | No clasificó    | 11               |
| Marcela Castillo     | Poomsae individual | —————————————————————————————— | —————————————————————————————— | —————————————————————————————— | —————————————————————————————— | —————————————————————————————— | 7.530           | Medalla de plata |

Masculino
| Atleta            | Evento             | Octavos de final               | Cuartos de final               | Semifinal                      | Repesca                        | Medalla de Bronce              | Medalla de Oro  | Posición Final   |
| Atleta            | Evento             | Rival Resultado                | Rival Resultado                | Rival Resultado                | Rival Resultado                | Rival Resultado                | Rival Resultado | Posición Final   |
| ----------------- | ------------------ | ------------------------------ | ------------------------------ | ------------------------------ | ------------------------------ | ------------------------------ | --------------- | ---------------- |
| Luis Oblitas      | -58 kg             | Jerry Mansell 19 - 8           | Yohandri Granado 7 - 27        | No clasificó                   | No clasificó                   | No clasificó                   | No clasificó    | 9                |
| Braulio León      | -68 kg             | Carlos Caicedo 17 - 15         | Ignacio Morales 5 - 20         | No clasificó                   | No clasificó                   | No clasificó                   | No clasificó    | 9                |
| Franco Aurora     | -80 kg             | Miguel Trejos 13 - 34          | ——————————                     | ——————————                     | René Lizarraga 5 - 14          | No clasificó                   | No clasificó    | 7                |
| Christian Ocampo  | +80 kg             | Juan Álvarez 1 -21             | No clasificó                   | No clasificó                   | No clasificó                   | No clasificó                   | No clasificó    | 11               |
| Hugo Del Castillo | Poomsae individual | —————————————————————————————— | —————————————————————————————— | —————————————————————————————— | —————————————————————————————— | —————————————————————————————— | 7.490           | Medalla de plata |

Mixto
| Atleta                                                                  | Evento                       | Puntos | Posición          |
| ----------------------------------------------------------------------- | ---------------------------- | ------ | ----------------- |
| Marcela Castillo Hugo Del Castillo José Montejos Renzo Saux Ariana Vera | Poomsae estilo libre equipos | 6.580  | 6                 |
| Renzo Saux Ariana Vera                                                  | Poomsae parejas              | 7.010  | Medalla de bronce |

### Tenis
Femenino
| Atleta                         | Evento  | Dieciseisavos de final | Octavos de final      | Cuartos de final | Semifinal            | Final           | Posición final |
| Atleta                         | Evento  | Rival Resultado        | Rival Resultado       | Rival Resultado  | Rival Resultado      | Rival Resultado | Posición final |
| ------------------------------ | ------- | ---------------------- | --------------------- | ---------------- | -------------------- | --------------- | -------------- |
| Dana Guzmán                    | Singles | Renata Zarazúa 0 - 2   | No clasificó          | No clasificó     | No clasificó         | No clasificó    | 17             |
| Anastasia Iamachkine           | Singles | Maitane Arconada 0 - 2 | No clasificó          | No clasificó     | No clasificó         | No clasificó    | 17             |
| Dominique Schaefer             | Singles | Akilah James 2 - 0     | Verónica Cepede 0 - 2 | No clasificó     | No clasificó         | No clasificó    | 9              |
| Dana Guzmán Dominique Schaefer | Dobles  | Renata Zarazúa 0 - 2   | ——————                | Canadá 2 - 0     | Estados Unidos 0 - 2 | No clasificó    | 5              |

Masculino
| Atleta                            | Evento  | Primera ronda        | Dieciseisavos de final | Octavos de final  | Cuartos de final    | Semifinal       | Final                | Posición final    |
| Atleta                            | Evento  | Rival Resultado      | Rival Resultado        | Rival Resultado   | Rival Resultado     | Rival Resultado | Rival Resultado      | Posición final    |
| --------------------------------- | ------- | -------------------- | ---------------------- | ----------------- | ------------------- | --------------- | -------------------- | ----------------- |
| Nicolás Álvarez                   | Singles | Yoan A. Pérez 2 - 0  | Nicolás Jarry 0 - 2    | No clasificó      | No clasificó        | No clasificó    | No clasificó         | 17                |
| Sergio Galdós                     | Singles | Justin Roberts 1 - 2 | No clasificó           | No clasificó      | No clasificó        | No clasificó    | No clasificó         | 33                |
| Juan Pablo Varillas               | Singles | ——————               | Boris Arias 2 - 0      | Darian King 2 - 0 | Tomás Barrios 1 - 2 | No clasificó    | No clasificó         | 5                 |
| Sergio Galdós Juan Pablo Varillas | Dobles  | ————————————         | ————————————           | Barbados 2 - 1    | Brasil 2 - 0        | Argentina 0 - 2 | Bronce Bolivia 2 - 1 | Medalla de bronce |

Mixto
| Atleta                             | Evento       | Octavos de final | Cuartos de final | Semifinal       | Final                  | Posición Final    |
| Atleta                             | Evento       | Rival Resultado  | Rival Resultado  | Rival Resultado | Rival Resultado        | Posición Final    |
| ---------------------------------- | ------------ | ---------------- | ---------------- | --------------- | ---------------------- | ----------------- |
| Sergio Galdós Anastasia Iamachkine | Dobles mixto | Argentina 2 - 0  | Brasil 2 - 0     | Bolivia 1 - 2   | Bronce Guatemala 2 - 0 | Medalla de bronce |

### Tenis de mesa
Femenino
| Atleta                                     | Evento     | Grupos                   | Dieciseisavos de final | Octavos de final           | Cuartos de final | Semifinal       | Final           | Posición Final |
| Atleta                                     | Evento     | Rival Resultado          | Rival Resultado        | Rival Resultado            | Rival Resultado  | Rival Resultado | Rival Resultado | Posición Final |
| ------------------------------------------ | ---------- | ------------------------ | ---------------------- | -------------------------- | ---------------- | --------------- | --------------- | -------------- |
| Ángela Mori                                | Individual | ——————                   | Yadira Silva 1 - 4     | No clasificó               | No clasificó     | No clasificó    | No clasificó    | 17             |
| Francesca Vargas                           | Individual | ——————                   | Lily Zhang 0 - 4       | No clasificó               | No clasificó     | No clasificó    | No clasificó    | 17             |
| Ángela Mori Francesca Vargas               | Dobles     | ————————                 | ————————               | República Dominicana 1 - 4 | No clasificó     | No clasificó    | No clasificó    | 9              |
| Isabel Duffoo Ángela Mori Francesca Vargas | Equipos    | Chile 0 - 3 Canadá 1 - 3 | No clasificó           | No clasificó               | No clasificó     | No clasificó    | No clasificó    | 9              |

Masculino
| Atleta                                  | Evento     | Grupos                         | Dieciseisavos de final | Octavos de final | Cuartos de final | Semifinal       | Final           | Posición Final |
| Atleta                                  | Evento     | Rival Resultado                | Rival Resultado        | Rival Resultado  | Rival Resultado  | Rival Resultado | Rival Resultado | Posición Final |
| --------------------------------------- | ---------- | ------------------------------ | ---------------------- | ---------------- | ---------------- | --------------- | --------------- | -------------- |
| Bryan Blas                              | Individual | ——————                         | Gastón Alto 0 - 4      | No clasificó     | No clasificó     | No clasificó    | No clasificó    | 17             |
| Rodrigo Hidalgo                         | Individual | ——————                         | Juan Lamadrid 0 - 4    | No clasificó     | No clasificó     | No clasificó    | No clasificó    | 17             |
| Bryan Blas Johan Chávez                 | Dobles     | ————————                       | ————————               | México 1 - 4     | No clasificó     | No clasificó    | No clasificó    | 9              |
| Bryan Blas Johan Chávez Rodrigo Hidalgo | Equipos    | Argentina 1 - 3 Paraguay 1 - 3 | No clasificó           | No clasificó     | No clasificó     | No clasificó    | No clasificó    | 9              |

Mixto
| Atleta                           | Evento       | Octavos de final | Cuartos de final | Semifinal       | Final           | Posición Final |
| Atleta                           | Evento       | Rival Resultado  | Rival Resultado  | Rival Resultado | Rival Resultado | Posición Final |
| -------------------------------- | ------------ | ---------------- | ---------------- | --------------- | --------------- | -------------- |
| Rodrigo Hidalgo Francesca Vargas | Dobles mixto | Chile 1 0 - 4    | No clasificó     | No clasificó    | No clasificó    | 9              |

### Tiro con arco
Femenino
| Atleta           | Evento               | Clasificatoria | Dieciseisavos de final | Octavos de final          | Cuartos de final     | Semifinal       | Final           | Posición final |
| Atleta           | Evento               | Puntos         | Rival Resultado        | Rival Resultado           | Rival Resultado      | Rival Resultado | Rival Resultado | Posición final |
| ---------------- | -------------------- | -------------- | ---------------------- | ------------------------- | -------------------- | --------------- | --------------- | -------------- |
| Beatriz Aliaga   | Compuesto individual | 675            | ——————                 | Gisele Espósito 141 - 133 | Sara López 142 - 145 | No clasificó    | No clasificó    | 6              |
| Aleska Burga     | Recurvo individual   | 582            | Mariana Avitia 1 - 7   | No clasificó              | No clasificó         | No clasificó    | No clasificó    | 17             |
| Pamela Velásquez | Recurvo individual   | 622            | Maydenia Sarduy 2 - 6  | No clasificó              | No clasificó         | No clasificó    | No clasificó    | 17             |

Masculino
| Atleta          | Evento               | Clasificatoria | Dieciseisavos de final | Octavos de final       | Cuartos de final | Semifinal       | Final           | Posición final |
| Atleta          | Evento               | Puntos         | Rival Resultado        | Rival Resultado        | Rival Resultado  | Rival Resultado | Rival Resultado | Posición final |
| --------------- | -------------------- | -------------- | ---------------------- | ---------------------- | ---------------- | --------------- | --------------- | -------------- |
| Gonzalo Hermoza | Compuesto individual | 664            | ——————                 | Jean Pizarro 138 - 146 | No clasificó     | No clasificó    | No clasificó    | 9              |
| William O'Brien | Recurvo individual   | 647            | Adrián Puentes 0 - 6   | No clasificó           | No clasificó     | No clasificó    | No clasificó    | 17             |

Mixto
| Atleta                           | Evento          | Clasificatoria | Octavos de final | Cuartos de final   | Semifinal       | Final           | Posición final |
| Atleta                           | Evento          | Puntos         | Rival Resultado  | Rival Resultado    | Rival Resultado | Rival Resultado | Posición final |
| -------------------------------- | --------------- | -------------- | ---------------- | ------------------ | --------------- | --------------- | -------------- |
| Beatriz Aliaga Gonzalo Hermoza   | Compuesto mixto | 1339           | ——————           | Colombia 148 - 154 | No clasificó    | No clasificó    | 8              |
| William O'Brien Pamela Velásquez | Recurvo mixto   | 1269           | Chile 0 - 6      | No clasificó       | No clasificó    | No clasificó    | 9              |

### Tiro deportivo
Femenino
| Atleta             | Evento                          | Clasificación | Clasificación | Final        | Final        |
| Atleta             | Evento                          | Puntos        | Posición      | Puntos       | Posición     |
| ------------------ | ------------------------------- | ------------- | ------------- | ------------ | ------------ |
| Annia Becerra      | Pistola de aire 10 metros       | 543 -7x       | 22            | No clasificó | No clasificó |
| Miriam Quintanilla | Pistola de aire 10 metros       | 544 -7x       | 21            | No clasificó | No clasificó |
| Lucía Cruz         | Rifle de aire 10 metros         | 611.4         | 16            | No clasificó | No clasificó |
| Sara Vizcarra      | Rifle de aire 10 metros         | 619.5         | 7             | 119.0        | 8            |
| Graciela Carrión   | Pistola 25 metros               | 569-11x       | 6             | 12           | 6            |
| Brianda Rivera     | Pistola 25 metros               | 558- 8x       | 815           | No clasificó | No clasificó |
| Karina Rodríguez   | Rifle tres posiciones 50 metros | 1129 -36x     | 18            | No clasificó | No clasificó |
| Sara Vizcarra      | Rifle tres posiciones 50 metros | 1133 -31x     | 13            | No clasificó | No clasificó |
| Daniela Pacheco    | Fosa                            | 88 -x         | 13            | No clasificó | No clasificó |
| Daniela Borda      | Skeet                           | 116           | 5             | No clasificó | No clasificó |

Masculino
| Atleta              | Evento                          | Clasificación | Clasificación | Final        | Final             |
| Atleta              | Evento                          | Puntos        | Posición      | Puntos       | Posición          |
| ------------------- | ------------------------------- | ------------- | ------------- | ------------ | ----------------- |
| Marko Carrillo      | Pistola de aire 10 metros       | 569 -18x      | 5             | 195.7        | 4                 |
| José Ullilén        | Pistola de aire 10 metros       | 556 -17x      | 24            | No clasificó | No clasificó      |
| Miguel Mejía        | Rifle de aire 10 metros         | 597.4         | 27            | No clasificó | No clasificó      |
| Daniel Vizcarra     | Rifle de aire 10 metros         | 615.8         | 14            | No clasificó | No clasificó      |
| Kevin Altamirano    | Pistola 25 metros tiro rápido   | 569-10x       | 6             | 7            | 6                 |
| Marko Carrillo      | Pistola 25 metros tiro rápido   | 582-16x       | 2             | 21           | Medalla de bronce |
| Miguel Mejía        | Rifle tres posiciones 50 metros | 1108 -20x     | 23            | No clasificó | No clasificó      |
| Daniel Vizcarra     | Rifle tres posiciones 50 metros | 1158 -49x     | 5             | 404.3        | 6                 |
| Asier Cillóniz      | Fosa                            | 115           | 8             | No clasificó | No clasificó      |
| Alessandro de Souza | Fosa                            | 122           | 2             | 28           | 4                 |
| Rodolfo Macpherson  | Skeet                           | 109           | 22            | No clasificó | No clasificó      |
| Nicolás Pacheco     | Skeet                           | 120           | 6             | 40           | Medalla de bronce |

Mixto
| Atleta                              | Evento                    | Clasificación | Clasificación | Final        | Final        |
| Atleta                              | Evento                    | Puntos        | Posición      | Puntos       | Posición     |
| ----------------------------------- | ------------------------- | ------------- | ------------- | ------------ | ------------ |
| Annia Becerra Marko Carrillo        | Pistola de aire 10 metros | 752-18x       | 9             | No clasificó | No clasificó |
| Miriam Quintanilla José Ullilén     | Pistola de aire 10 metros | 734-14x       | 20            | No clasificó | No clasificó |
| Lucía Cruz Miguel Mejía             | Rifle de aire 10 metros   | 811.9         | 19            | No clasificó | No clasificó |
| Daniel Vizcarra Sara Vizcarra       | Rifle de aire 10 metros   | 821.5         | 9             | No clasificó | No clasificó |
| Alessandro de Souza Daniela Pacheco | Fosa                      | 121           | 11            | No clasificó | No clasificó |

### Triatlón
Femenino
| Atleta          | Evento     | Natación | T 1   | Ciclismo | T 2     | Carrera | Tiempo total | Posición |
| --------------- | ---------- | -------- | ----- | -------- | ------- | ------- | ------------ | -------- |
| Ada Bravo       | Individual | 20:05    | 20:57 | 1:34:12  | 1:34:41 | 40:24   | 2:15:04      | 20       |
| Blanca Kometter | Individual | 22:04    | 23:04 | 1:38:0   | 1:38:4  | ——      | DNF          | DNF      |

Masculino
| Atleta        | Evento     | Natación | T 1   | Ciclismo | T 2    | Carrera | Tiempo total | Posición |
| ------------- | ---------- | -------- | ----- | -------- | ------ | ------- | ------------ | -------- |
| Rodrigo Bravo | Individual | 18:36    | 19:26 | 1:22:4   | 1:23:1 | 37:28   | 2:00:42      | 23       |
| José Gómez    | Individual | 18:34    | 19:29 | 1:22:4   | 1:23:1 | 37:53   | 2:01:02      | 24       |

Mixto
| Atleta                                             | Evento        | Natación | Ciclismo | Carrera | Tiempo total | Posición |
| -------------------------------------------------- | ------------- | -------- | -------- | ------- | ------------ | -------- |
| Ada Bravo Rodrigo Bravo José Gómez Blanca Kometter | Relevos mixto | 17:05    | 47:15    | 22:07   | 1:31:36      | 10       |

### Vela
Femenino
| Atleta                       | Evento       | Regata | Regata | Regata | Regata | Regata | Regata | Regata | Regata | Regata | Regata | Regata | Regata | Carrera por Medallas | Puntos | Posición Final    |
| Atleta                       | Evento       | 1      | 2      | 3      | 4      | 5      | 6      | 7      | 8      | 9      | 10     | 11     | 12     | Carrera por Medallas | Puntos | Posición Final    |
| ---------------------------- | ------------ | ------ | ------ | ------ | ------ | ------ | ------ | ------ | ------ | ------ | ------ | ------ | ------ | -------------------- | ------ | ----------------- |
| Paloma Schmidt               | Bote         | 2      | 7      | (14)   | 9      | 7      | 11     | 7      | 8      | 3      | 6      | ——     | ——     | 14                   | 88     | 7                 |
| Diana Tudela María van Oordt | Skiff        | 5      | 5      | 5      | 2      | 5      | 5      | 5      | 5      | 5      | 5      | 5      | 4      | 10                   | 65     | 5                 |
| María Bazo                   | Tabla a vela | 2      | 2      | 2      | 4      | 3      | (7)    | 4      | 2      | 2      | 3      | 1      | 2      | 10                   | 44     | Medalla de bronce |

Masculino
| Atleta                            | Evento              | Regata | Regata | Regata | Regata | Regata | Regata | Regata  | Regata  | Regata  | Regata  | Regata   | Regata   | Regata   | Regata   | Regata   | Regata   | Regata   | Regata   | Carrera por Medallas | Puntos | Posición Final    |
| Atleta                            | Evento              | 1      | 2      | 3      | 4      | 5      | 6      | 7       | 8       | 9       | 10      | 11       | 12       | 13       | 14       | 15       | 16       | 17       | 18       | Carrera por Medallas | Puntos | Posición Final    |
| --------------------------------- | ------------------- | ------ | ------ | ------ | ------ | ------ | ------ | ------- | ------- | ------- | ------- | -------- | -------- | -------- | -------- | -------- | -------- | -------- | -------- | -------------------- | ------ | ----------------- |
| Stefano Peschiera                 | Bote                | 12     | 4      | 4      | 4      | 6      | 8      | 2       | 1       | (23)    | 5       | ———————— | ———————— | ———————— | ———————— | ———————— | ———————— | ———————— | ———————— | 12                   | 81     | 5                 |
| Renzo Sanguinetti                 | Bote abierto        | 3      | 3      | (8)    | 6      | 4      | 4      | 7       | 1       | 3       | 1       | ———————— | ———————— | ———————— | ———————— | ———————— | ———————— | ———————— | ———————— | 2                    | 42     | Medalla de bronce |
| Francesco Puliatti                | Kiteboarder abierto | 8      | 7      | 7      | 8      | 6      | 7      | 6       | 7       | 7       | 5       | (9)      | 8        | (9)      | 7        | 7        | (9)      | 6        | 7        | ——                   | 130    | 8                 |
| Mathías Panizo Jean De Trazegnies | Skiff               | 8      | 8      | 8      | 8      | 8      | 8      | (9) DNF | (9) DNF | (9) DNF | (9) DNF | 7        | 8        | ———————— | ———————— | ———————— | ———————— | ———————— | ———————— | ————————             | 99     | 8                 |
| Alessio Botteri                   | Tabla a vela        | (8)    | 7      | 6      | 5      | 5      | 7      | 8       | 8       | 7       | 4       | 6        | 1        | ———————— | ———————— | ———————— | ———————— | ———————— | ———————— | ————————             | 72     | 6                 |

Mixto
| Atleta                                      | Evento          | Regata | Regata   | Regata | Regata | Regata | Regata | Regata | Regata | Regata | Regata | Regata | Regata | Carrera por Medallas | Puntos | Posición Final |
| Atleta                                      | Evento          | 1      | 2        | 3      | 4      | 5      | 6      | 7      | 8      | 9      | 10     | 11     | 12     | Carrera por Medallas | Puntos | Posición Final |
| ------------------------------------------- | --------------- | ------ | -------- | ------ | ------ | ------ | ------ | ------ | ------ | ------ | ------ | ------ | ------ | -------------------- | ------ | -------------- |
| Gali Amsel Ismael Muelle                    | Bote mixto      | 10     | (11) DSQ | 10     | 7      | 8      | 7      | 8      | 8      | 8      | 8      | ——     | ——     | ——                   | 85     | 9              |
| Jimena Gaviño Sergio Levaggi Daniel Mendoza | Bote mixto      | 6      | 6        | 6      | 1      | (7)    | 6      | 6      | 5      | 4      | 6      | ——     | ——     | ——                   | 53     | 6              |
| Javier Arribas Cristina Salinas             | Catamarán mixto | 4      | 4        | 5      | 5      | 5      | (8)    | 5      | 4      | 6      | 4      | 7      | 8      | 10                   | 75     | 5              |

### Voleibol
Femenino
| Equipo | Evento          | Fase de grupos                                         | Fase de grupos | Puestos 7-8     | Puestos 5-6       | Semifinal       | Medalla de Bronce | Medalla de Oro  | Posición final |
| Equipo | Evento          | Rival Resultado                                        | Posición       | Rival Resultado | Rival Resultado   | Rival Resultado | Rival Resultado   | Rival Resultado | Posición final |
| --- | --------------- | ------------------------------------------------------ | -------------- | --------------- | ----------------- | --------------- | ----------------- | --------------- | -------------- |
| Angélica Aquino Diana De La Peña Maguilaura Frías Maricarmen Guerrero Zoila La Rosa Ángela Leyva Thaisa Mc Leod Alexandra Muñoz Karla Ortiz Vanessa Palacios Daniela Uribe Clarivett Yllescas | Torneo femenino | Canadá 3 - 1 Colombia 1 - 3 República Dominicana 0 - 3 | 3              | ——————          | Puerto Rico 2 - 3 | No clasificó    | No clasificó      | No clasificó    | 6              |

Masculino
| Equipo | Evento           | Fase de grupos                               | Fase de grupos | Puestos 7-8     | Puestos 5-6     | Semifinal       | Medalla de Bronce | Medalla de Oro  | Posición final |
| Equipo | Evento           | Rival Resultado                              | Posición       | Rival Resultado | Rival Resultado | Rival Resultado | Rival Resultado   | Rival Resultado | Posición final |
| --- | ---------------- | -------------------------------------------- | -------------- | --------------- | --------------- | --------------- | ----------------- | --------------- | -------------- |
| Orlando Aguilar Benny Bernaola Marco Calvera Alvaro Hidalgo Maikel Jaramillo Jonathan Nakamatsu Benjamín Patrón Daniel Porras Eduardo Romay Juan Silva Daniel Ureña Paul Williams | Torneo masculino | Puerto Rico 1 - 3 Argentina 0 - 3 Cuba 0 - 3 | 4              | México 1 - 3    | No clasificó    | No clasificó    | No clasificó      | No clasificó    | 8              |

### Voleibol de playa
Femenino
| Equipo                         | Evento          | Fase de grupos                              | Fase de grupos | Octavos de final | Puestos 9-12    | Puestos 9-10    | Cuartos de final | Semifinal       | Final           | Posición final |
| Equipo                         | Evento          | Rival Resultado                             | Posición       | Rival Resultado  | Rival Resultado | Rival Resultado | Rival Resultado  | Rival Resultado | Rival Resultado | Posición final |
| ------------------------------ | --------------- | ------------------------------------------- | -------------- | ---------------- | --------------- | --------------- | ---------------- | --------------- | --------------- | -------------- |
| Lisbeth Allcca Medalyn Mendoza | Torneo femenino | El Salvador 2 - 0 Paraguay 0 - 2 Cuba 0 - 2 | 3              | Chile 0 - 2      | Nicaragua 2 - 1 | Canadá 0 - 2    | No clasificó     | No clasificó    | No clasificó    | 10             |

Masculino
| Equipo                          | Evento           | Fase de grupos                                             | Fase de grupos | Octavos de final | Puestos 13-16   | Puestos 15-16           | Cuartos de final | Semifinal       | Final           | Posición final |
| Equipo                          | Evento           | Rival Resultado                                            | Posición       | Rival Resultado  | Rival Resultado | Rival Resultado         | Rival Resultado  | Rival Resultado | Rival Resultado | Posición final |
| ------------------------------- | ---------------- | ---------------------------------------------------------- | -------------- | ---------------- | --------------- | ----------------------- | ---------------- | --------------- | --------------- | -------------- |
| Bruno Seminario Gabriel Vásquez | Torneo masculino | República Dominicana 0 - 2 Venezuela 0 - 2 Guatemala 0 - 2 | 4              | ————             | Nicaragua 0 - 2 | Trinidad y Tobago 0 - 2 | No clasificó     | No clasificó    | No clasificó    | 16             |

### Waterpolo
Femenino
| Equipo | Evento          | Fase de grupos                          | Fase de grupos | Cuartos de final      | Puestos 5-8        | Puestos 7-8      | Semifinal       | Final           | Posición final |
| Equipo | Evento          | Rival Resultado                         | Posición       | Rival Resultado       | Rival Resultado    | Rival Resultado  | Rival Resultado | Rival Resultado | Posición final |
| --- | --------------- | --------------------------------------- | -------------- | --------------------- | ------------------ | ---------------- | --------------- | --------------- | -------------- |
| Alyssa Barnuevo Ariana Burga Iraya Chávez Diana Garnica Nizerrat Gauthier Alisa López Anna López Briggith López María Fe Menacho Miranda Nieto Grecia Nolasco Arelí Rolando Abigail Sirio | Torneo femenino | México 1 - 22 Canadá 2 - 28 Cuba 5 - 19 | 4              | Estados Unidos 3 - 21 | Puerto Rico 4 - 15 | Venezuela 7 - 14 | No clasificó    | No clasificó    | 8              |

Masculino
| Equipo | Evento           | Fase de grupos                               | Fase de grupos | Cuartos de final      | Puestos 5-8     | Puestos 7-8     | Semifinal       | Final           | Posición final |
| Equipo | Evento           | Rival Resultado                              | Posición       | Rival Resultado       | Rival Resultado | Rival Resultado | Rival Resultado | Rival Resultado | Posición final |
| --- | ---------------- | -------------------------------------------- | -------------- | --------------------- | --------------- | --------------- | --------------- | --------------- | -------------- |
| Julio Alzamora Ulises Angulo Eduardo Grández Arash Izasmanesh Sebastián Morales Augusto Otero Rodrigo Pacheco Sebastián Pastor Frederik Paternoster Germán Rdríguez Andrés Simauchi Rodrigo Tejada Diego Villar | Torneo masculino | Brasil 2 - 14 Argentina 6 - 12 México 8 - 14 | 4              | Estados Unidos 2 - 24 | Cuba 5 - 17     | México 5 - 16   | No clasificó    | No clasificó    | 8              |